# RSC Anderlecht in het seizoen 2014/15
Dit artikel beschrijft de prestaties van de Belgische voetbalclub RSC Anderlecht in het seizoen 2014–2015.

## Gebeurtenissen
RSC Anderlecht begon als titelverdediger aan het seizoen 2014/15. Voor trainer Besnik Hasi was het de eerste keer dat hij als hoofdcoach aan een voetbalseizoen begon. De Albanees zag hoe de club zich tijdens de zomermaanden gedeisd hield op de transfermarkt, maar met international Steven Defour wel een grote naam in huis haalde. De opmerkelijke transfer van de gewezen aanvoerder van aartsrivaal Standard Luik werd bemiddeld door Luciano D'Onofrio, de vroegere sterke man van Standard. Voor de rest slankte Anderlecht zijn kern aanzienlijk af. Cheikhou Kouyaté versierde een transfer naar de Premier League, terwijl de overbodig geworden Guillaume Gillet naar de Ligue 1 vertrok. De Servische middenvelder Luka Milivojević, die in het seizoen 2013/14 niet was doorgebroken bij Anderlecht, werd verhuurd aan Olympiakos Piraeus. Hun afwezigheid werd binnen de spelerskern opgevangen door jongeren als Leander Dendoncker, Andy Kawaya en Aaron Leya Iseka.
Anderlecht startte het seizoen met een zege in de supercup. Bekerwinnaar KSC Lokeren verloor het duel met 2-1, na een late owngoal van ex-Anderlechtverdediger Denis Odoi. Ook aan de competitie begon Anderlecht goed. Met drie opeenvolgende zeges nam het team van Hasi meteen de leidersplaats in beslag. Vanaf oktober 2014 begon Anderlecht, dat inmiddels ook aan de groepsfase van het kampioenenbal begonnen was, slechter te presteren. Van de tien volgende competitieduels won Anderlecht er slechts drie. Club Brugge sprong over Anderlecht naar de eerste plaats en bouwde een comfortabele voorsprong uit. De slechte reeks eindigde op 6 december 2014, met een zware nederlaag (4-2) op het veld van promovendus Mouscron-Péruwelz. Tijdens de winterstop probeerde Anderlecht zijn kern te versterken met de komst van Marko Marin, Rolando en Idrissa Sylla, maar de drie transfers werden een flop. De gewezen internationals Rolando en Marin slaagden er niet in om een titularis te worden, terwijl Sylla door een blessure die hij op de Afrika Cup had opgelopen nooit aan spelen toekwam.
Op de tweede speeldag na de winterstop mocht Anderlecht op bezoek bij Standard. De wedstrijd werd ontsierd door een ophefmakend spandoek van de Standardsupporters gericht aan hun vroegere aanvoerder Steven Defour. Ook tijdens het duel ging alle aandacht naar de middenvelder, die in minder dan een uur spelen twee keer geel kreeg van scheidsrechter Alexandre Boucaut voor het wegtrappen van de bal na een fluitsignaal. De tumultueuze topper eindigde opnieuw in een zege (2-0) voor Standard.
Ook in de duels met leider Club Brugge kon Anderlecht nooit aan het langste eind trekken. Zowel in de heen- als terugronde eindigde de confrontatie met de West-Vlamingen in een gelijkspel (2-2). Op de laatste speeldag van de reguliere competitie verloor het elftal van Hasi ook de topper tegen AA Gent, waardoor de Oost-Vlaamse club in extremis over Anderlecht naar de tweede plaats sprong.
In play-off I probeerde Anderlecht zijn kleine achterstand op Club Brugge snel te overbruggen. Maar na een nipte zege tegen Sporting Charleroi verloor Anderlecht achtereenvolgens van Standard en Club Brugge. Desondanks maakten de Brusselaars nog steeds kans op de titel. Door zeges tegen KV Kortrijk en opnieuw Charleroi bleven Club Brugge en AA Gent in het vizier van de Brusselaars. Op 10 mei 2015 won Anderlecht voor eigen volk met 3-1 van Club Brugge, waardoor het elftal van Hasi naar de tweede plaats sprong. Gent, dat nog een verplaatsing naar Anderlecht voor de boeg had, was zo nog lang niet zeker van de titel. Maar omdat paars-wit vervolgens niet verder geraakte dan een gelijkspel tegen Standard werd een vierde opeenvolgende landstitel zo goed als onmogelijk voor Anderlecht. Vier dagen later maakte Gent de klus af door zelf te winnen van Standard. Anderlecht zelf gaf op de voorlaatste speeldag ook de tweede plaats nog uit handen. Het team van Hasi speelde verrassend gelijk tegen Kortrijk, waardoor Club Brugge in extremis vicekampioen werd.
Ook in de beker streed Anderlecht tot het einde mee om de hoofdprijs. Anderlecht schakelde tweedeklassers Patro Eisden en Racing Mechelen uit en kende nadien in de kwartfinale weinig moeite met Zulte Waregem. In de halve finale ging ook AA Gent voor de bijl. Zonder een doelpunt te incasseren won Anderlecht zowel de heen- als terugwedstrijd. In de finale trof Anderlecht rivaal Club Brugge. De West-Vlamingen kwamen na twaalf minuten op voorsprong via gewezen Anderlechtspits Tom De Sutter. In de slotminuut maakte Aleksandar Mitrović de gelijkmaker. Er leken verlengingen aan te komen tot Lior Refaelov in de toegevoegde tijd alsnog wist te scoren via een afstandsschot. Het was de vierde keer dat Anderlecht de bekerfinale verloor.
In de UEFA Champions League probeerde Anderlecht voor het eerst sinds het seizoen 2001/02 de groepsfase te overleven. De Brusselaars speelden een uitstekende campagne, maar gaven net als in de competitie te vaak een voorsprong uit handen. Tegen zowel Galatasaray als Arsenal greep paars-wit door late tegendoelpunten naast de drie punten. Op 4 november 2014 kreeg Arsenal een koekje van eigen deeg gepresenteerd. De Engelse topclub kwam in de eerste helft 3-0 voor, maar dankzij twee doelpunten van Anthony Vanden Borre en een treffer van Mitrović wist Anderlecht alsnog een punt uit de brand te slepen. Doordat Anderlecht vervolgens voor eigen volk ook won van Galatasaray (2-0) mocht het na de winterstop deelnemen aan de UEFA Europa League. In dat toernooi stootte Anderlecht meteen op de Russische topclub Dinamo Moskou. De heenwedstrijd eindigde in een scoreloos gelijkspel. De terugwedstrijd in Moskou, waar Anderlechtsupporters in hun hotel door gemaskerde Russen aangevallen werden, werd ondanks de openingstreffer van Mitrović met 3-1 verloren.
Enkele spelers van Anderlecht vielen tijdens het seizoen 2014/15 ook in de prijzen. Dennis Praet won in januari 2015 de Gouden Schoen. Op datzelfde gala werden Besnik Hasi en Youri Tielemans verkozen als respectievelijk beste trainer en beste jongere van het kalenderjaar 2014. Aleksandar Mitrović sloot het seizoen af als topschutter. De Servische spits scoorde in de Belgische competitie twintig doelpunten. Met drie treffers had hij ook een belangrijk aandeel in de Europese campagne van paars-wit. Na afloop van het seizoen werd Tielemans voor het tweede jaar op rij uitgeroepen tot Jonge Profvoetballer van het Jaar.

## Spelerskern
| Nr.           | Naam                 | Nationaliteit    | Geboortedatum | Vorige club                  |
| ------------- | -------------------- | ---------------- | ------------- | ---------------------------- |
| Keepers       |                      |                  |               |                              |
| 1             | Silvio Proto 1       | België           | 23-05-1983    | 2008-2009 Germinal Beerschot |
| 26            | Mulopo Kudimbana     | Congo-Kinshasa   | 21-01-1987    | 2012-2014 KV Oostende        |
| 33            | Davy Roef            | België           | 06-02-1994    | /                            |
| Verdedigers   |                      |                  |               |                              |
| 2             | Fabrice N'Sakala     | Frankrijk        | 21-07-1990    | 2008-2013 Troyes AC          |
| 3             | Olivier Deschacht 2  | België           | 16-02-1981    | /                            |
| 12            | Maxime Colin         | Frankrijk        | 25-11-1991    | 2012-2014 Troyes AC          |
| 13            | Rolando              | Portugal         | 31-08-1985    | 2014-2015 FC Porto           |
| 14            | Bram Nuytinck        | Nederland        | 04-05-1990    | 2009-2012 N.E.C.             |
| 22            | Chancel Mbemba       | Congo-Kinshasa   | 08-08-1994    | /                            |
| 24            | Michaël Heylen       | België           | 03-01-1994    | 2013-2014 KV Kortrijk        |
| 37            | Hervé Matthys        | België           | 19-01-1996    | /                            |
| 39            | Anthony Vanden Borre | België           | 24-10-1987    | 2011-2012 KRC Genk           |
| Middenvelders |                      |                  |               |                              |
| 7             | Andy Najar           | Honduras         | 16-03-1993    | 2010-2013 D.C. United        |
| 10            | Dennis Praet         | België           | 14-05-1994    | /                            |
| 11            | Marko Marin          | Duitsland        | 13-03-1989    | 2014 Fiorentina              |
| 16            | Steven Defour        | België           | 15-04-1988    | 2011-2014 FC Porto           |
| 19            | Sacha Kljestan       | Verenigde Staten | 09-09-1985    | 2006-2010 Chivas USA         |
| 20            | Ibrahima Conté       | Guinee           | 03-04-1991    | 2013-2014 Zulte Waregem      |
| 31            | Youri Tielemans      | België           | 07-05-1997    | /                            |
| 32            | Leander Dendoncker   | België           | 25-04-1995    | /                            |
| 34            | Samuel Bastien       | België           | 26-09-1996    | /                            |
| 41            | Mehdi Tarfi          | België           | 05-07-1993    | 2013-2014 Zulte Waregem      |
| Aanvallers    |                      |                  |               |                              |
| 8             | Idrissa Sylla        | Guinee           | 03-12-1990    | 2013-2015 Zulte Waregem      |
| 9             | Matías Suárez        | Argentinië       | 09-05-1988    | 2005-2008 Belgrano           |
| 15            | Gohi Bi Cyriac       | Ivoorkust        | 05-08-1990    | 2008-2012 Standard Luik      |
| 17            | Oswal Álvarez        | Colombia         | 11-06-1995    | 2011-2012 Academia FC        |
| 18            | Frank Acheampong     | Ghana            | 16-10-1993    | 2011-2012 Buriram United     |
| 35            | Aaron Leya Iseka     | België           | 15-11-1996    | /                            |
| 38            | Andy Kawaya          | België           | 23-08-1996    | /                            |
| 42            | Nathan Kabasele      | België           | 14-01-1994    | 2013-2014 De Graafschap      |
| 45            | Aleksandar Mitrović  | Servië           | 16-09-1994    | 2012-2013 FK Partizan        |

- = Aanvoerder

### Technische staf
|                 |                         |               |
| Functie         | Naam                    | Nationaliteit |
| Coach           | Besnik Hasi (foto)      | Albanië       |
| Assistent-coach | Geert Emmerechts        | België        |
| Assistent-coach | René Peeters            | België        |
| Videoanalist    | Bart Meert              | België        |
| Keeperstrainer  | Max de Jong             | Nederland     |
| Team manager    | Gunther Van Handenhoven | België        |
| Dokter          | Peter Wieme             | België        |

## Bestuur
| Functie                            | Naam                 | Nationaliteit |
| ---------------------------------- | -------------------- | ------------- |
| Voorzitter                         | Roger Vanden Stock   | België        |
| Secretaris-generaal                | Philippe Collin      | België        |
| Manager                            | Herman Van Holsbeeck | België        |
| Technisch directeur jeugdopleiding | Jean Kindermans      | België        |
| Hoofd scouting                     | Dimitri M'Buyu       | België        |
| Hoofd jeugdscouting                | Urbain Haesaert      | België        |

## Resultaten
Een overzicht van de competities waaraan Anderlecht in het seizoen 2014-2015 deelnam.
| Seizoen 2014/15    | Seizoen 2014/15 | Seizoen 2014/15                         |
| Competitie         | Resultaat       | Uitgeschakeld door / Tegenstander(s)    |
| ------------------ | --------------- | --------------------------------------- |
| Jupiler Pro League | Derde           |                                         |
| Beker van België   | Finalist        | Club Brugge                             |
| Supercup           | Winnaar         | KSC Lokeren                             |
| Champions League   | Groepsfase      | Arsenal, Borussia Dortmund, Galatasaray |
| Europa League      | 1/16 finale     | Dinamo Moskou                           |

## Uitrustingen
Shirtsponsor(s): BNP Paribas Fortis / Proximus

Sportmerk: adidas
| Thuis | Uit | Doelman | Doelman | Doelman | Training |  |

## Transfers

### Zomer
| Naam                | Nationaliteit | Van/naar             | Type               |
| ------------------- | ------------- | -------------------- | ------------------ |
| Inkomend            |               |                      |                    |
| Steven Defour       | België        | FC Porto             | Gekocht            |
| Maxime Colin        | Frankrijk     | Troyes AC            | Gekocht            |
| Ibrahima Conté      | Guinee        | Zulte Waregem        | Gekocht            |
| David Henen         | België        | AS Monaco            | Einde huur         |
| Samuel Armenteros   | Zweden        | Feyenoord            | Einde huur         |
| Michaël Heylen      | België        | KV Kortrijk          | Einde huur         |
| Fede Vico           | Spanje        | KV Oostende          | Einde huur         |
| Nathan Kabasele     | België        | De Graafschap        | Einde huur         |
| Mehdi Tarfi         | België        | Zulte Waregem        | Einde huur         |
| Mulopo Kudimbana    | België        | KV Oostende          | Transfervrij       |
| Uitgaand            |               |                      |                    |
| Demy de Zeeuw       | België        | Spartak Moskou       | Einde huur         |
| Guillaume Gillet    | België        | SC Bastia            | Verhuurd           |
| Samuel Armenteros   | Zweden        | Willem II            | Verhuurd           |
| Thomas Kaminski     | België        | Anorthosis Famagusta | Verhuurd           |
| Luka Milivojević    | Servië        | Olympiakos           | Verhuurd           |
| Fede Vico           | Spanje        | Córdoba              | Verhuurd           |
| Fernando Canesin    | Brazilië      | KV Oostende          | Verkocht           |
| Jordan Lukaku       | België        | KV Oostende          | Verkocht           |
| Massimo Bruno       | België        | Red Bull Salzburg    | Verkocht           |
| Dalibor Veselinović | Servië        | KV Mechelen          | Verkocht           |
| Nabil Jaadi         | België        | Udinese              | Verkocht           |
| Karim Tarfi         | België        | De Graafschap        | Verkocht           |
| Cheikhou Kouyaté    | Senegal       | West Ham United      | Verkocht           |
| David Pollet        | België        | AA Gent              | Verkocht           |
| Ronald Vargas       | Venezuela     | Balikesirspor        | Verkocht           |
| David Henen         | België        | Olympiakos           | Contract verbroken |

### Winter
| Naam           | Nationaliteit    | Van/naar           | Type     |
| -------------- | ---------------- | ------------------ | -------- |
| Inkomend       |                  |                    |          |
| Idrissa Sylla  | Guinee           | Zulte Waregem      | Gekocht  |
| Marko Marin    | Duitsland        | Chelsea FC         | Huur     |
| Rolando        | Portugal         | FC Porto           | Huur     |
| Uitgaand       |                  |                    |          |
| Sacha Kljestan | Verenigde Staten | New York Red Bulls | Verkocht |

## Oefenwedstrijden
Hieronder een overzicht van de oefenwedstrijden die Anderlecht in de aanloop naar en tijdens het seizoen 2014/15 afwerkte.
| Datum      | Thuis/Uit | Tegenstander         | Score | Doelpuntenmaker(s) Anderlecht             |
| ---------- | --------- | -------------------- | ----- | ----------------------------------------- |
| 28-06-2014 | Uit       | Knokke FC (P.I)      | 1-4   | Acheampong, Cyriac, Vico, Wigor           |
| 02-07-2014 | Uit       | KSV Oudenaarde (III) | 0-2   | Tielemans, Acheampong                     |
| 05-07-2014 | Uit       | RAEC Mons (II)       | 0-0   |                                           |
| 11-07-2014 | Uit       | Dynamo Kiev          | 1-2   | Acheampong (2)                            |
| 16-07-2014 | Uit       | RFC de Liège (IV)    | 0-2   | Mitrovic, Armenteros                      |
| 22-07-2014 | Uit       | KMSK Deinze (III)    | 0-1   | Kabasele                                  |
| 06-08-2014 | Uit       | FCV Dender (III)     | 0-1   | Kabasele                                  |
| 05-09-2014 | Thuis     | FC Dordrecht         | 4-1   | Suárez, Bastien, Acheampong, Cyriac       |
| 09-01-2015 | Uit       | Vitesse              | 0-5   | Cyriac, Dendoncker, Leya, Mitrovic, Tarfi |

## Belgische Supercup

### Wedstrijd
| Supercup                                                   |                               |             |              | |                           |
| Wedstrijddetails                                           | Thuisploeg                    | Uitslag     | Uitploeg     | Opstelling | Kaarten                   |
| Finale                                                     |                               |             |              | |                           |
| 20 juli 2014 18:00 Constant Vanden Stockstadion Anderlecht | RSC Anderlecht                | 2-1         | KSC Lokeren  | Kaminski N'Sakala, Mbemba, Nuytinck, Deschacht Acheampong, Milivojevic, Tielemans, Praet (66' Najar) Cyriac (85' Kabasele), Mitrovic (46' Suárez) | 44' Cyriac 52' Acheampong |
| 20 juli 2014 18:00 Constant Vanden Stockstadion Anderlecht | 29' Mitrovic 90+1' Odoi (own) | 1-0 1-1 2-1 | 73' Harbaoui | Kaminski N'Sakala, Mbemba, Nuytinck, Deschacht Acheampong, Milivojevic, Tielemans, Praet (66' Najar) Cyriac (85' Kabasele), Mitrovic (46' Suárez) | 44' Cyriac 52' Acheampong |

### Digest
|                             |                                |         |              |                                                                          |
| 20 juli 2014 18:00 Supercup | RSC Anderlecht                 | 2 – 1   | KSC Lokeren  | Constant Vanden Stockstadion, Anderlecht Scheidsrechter: Jonathan Lardot |
| 20 juli 2014 18:00 Supercup | Mitrović 29' Odoi 90+1' (e.d.) | Verslag | 73' Harbaoui | Constant Vanden Stockstadion, Anderlecht Scheidsrechter: Jonathan Lardot |

| Anderlecht | Lokeren |

| RSC Anderlecht: |    |                     |         |
|                 |    |                     |         |
| GK              | 13 | Thomas Kaminski     |         |
| RB              | 2  | Fabrice N'Sakala    |         |
| CB              | 22 | Chancel Mbemba      |         |
| CB              | 14 | Bram Nuytinck       |         |
| LB              | 3  | Olivier Deschacht   |         |
| RM              | 18 | Frank Acheampong    | 52'     |
| CM              | 8  | Luka Milivojević    |         |
| CM              | 31 | Youri Tielemans     |         |
| LM              | 10 | Dennis Praet        | 67'     |
| CF              | 45 | Aleksandar Mitrović | 46'     |
| CF              | 15 | Cyriac              | 44' 85' |
| Wisselspelers:  |    |                     |         |
| MF              | 7  | Andy Najar          | 67'     |
| FW              | 9  | Matías Suárez       | 46'     |
| MF              | 19 | Sacha Kljestan      |         |
| DF              | 24 | Michaël Heylen      |         |
| MF              | 32 | Leander Dendoncker  |         |
| GK              | 33 | Davy Roef           |         |
| FW              | 42 | Nathan Kabasele     | 85'     |
| Coach:          |    |                     |         |
| Besnik Hasi     |    |                     |         |

| KSC Lokeren:   |    |                    |         |
|                |    |                    |         |
| GK             | 30 | Davino Verhulst    |         |
| RB             | 3  | Denis Odoi         |         |
| CB             | 5  | Mijat Marić        |         |
| CB             | 4  | Gregory Mertens    |         |
| LB             | 6  | Arthur Oyama       |         |
| CM             | 8  | Koen Persoons      |         |
| CM             | 7  | Killian Overmeire  | 65'     |
| AM             | 20 | Hans Vanaken       |         |
| RW             | 14 | Jordan Remacle     | 85'     |
| CF             | 9  | Hamdi Harbaoui     |         |
| LW             | 19 | Junior Dutra       |         |
| Wisselspelers: |    |                    |         |
| MF             | 11 | Onur Kaya          | 77'     |
| GK             | 12 | Jugoslav Lazić     |         |
| DF             | 13 | Georgios Galitsios |         |
| FW             | 23 | Eugène Ansah       | 85'     |
| MF             | 25 | Alexander Corryn   |         |
| DF             | 26 | Cédric Mingiedi    |         |
| MF             | 29 | Nill De Pauw       | 65' 77' |
| Coach:         |    |                    |         |
| Peter Maes     |    |                    |         |

## Jupiler Pro League

### Wedstrijden
| Wedstrijddetails                                                | Thuisploeg                                                         | Uitslag                 | Uitploeg                             | Opstelling | Kaarten                                                   |
| --------------------------------------------------------------- | ------------------------------------------------------------------ | ----------------------- | ------------------------------------ | --- | --------------------------------------------------------- |
| Heenronde                                                       |                                                                    |                         |                                      | |                                                           |
| 27 juli 2014 18:00 Constant Vanden Stockstadion Anderlecht      | RSC Anderlecht                                                     | 3-1                     | Mouscron-Péruwelz                    | Kaminski Najar, Mbemba, Nuytinck, Deschacht Acheampong, Milivojević (70' Kabasele), Tielemans, Praet (83' Kljestan) Cyriac (66' Suárez), Mitrović   | 40' Mbemba                                                |
| 27 juli 2014 18:00 Constant Vanden Stockstadion Anderlecht      | 16' Acheampong 75' Mitrović 81' Suárez                             | 1-0 1-1 2-1 3-1         | 62' Badri                            | Kaminski Najar, Mbemba, Nuytinck, Deschacht Acheampong, Milivojević (70' Kabasele), Tielemans, Praet (83' Kljestan) Cyriac (66' Suárez), Mitrović   | 40' Mbemba                                                |
| 1 augustus 2014 20:30 Albertparkstadion Oostende                | KV Oostende                                                        | 0-2                     | RSC Anderlecht                       | Kaminski N'Sakala, Mbemba, Nuytinck, Deschacht Najar, Milivojević, Tielemans, Praet (81' Acheampong) Cyriac (68' Suárez), Mitrović (88' Dendoncker) | 35' N'Sakala                                              |
| 1 augustus 2014 20:30 Albertparkstadion Oostende                |                                                                    | 0-1 0-2                 | 59' Mitrović 90+3' Suárez            | Kaminski N'Sakala, Mbemba, Nuytinck, Deschacht Najar, Milivojević, Tielemans, Praet (81' Acheampong) Cyriac (68' Suárez), Mitrović (88' Dendoncker) | 35' N'Sakala                                              |
| 10 augustus 2014 18:00 Constant Vanden Stockstadion Anderlecht  | RSC Anderlecht                                                     | 1-0                     | Sporting Charleroi                   | Proto N'Sakala, Mbemba, Nuytinck, Deschacht Najar, Milivojević (60' Kabasele), Tielemans, Praet (82' Dendoncker) Cyriac (60' Suárez), Mitrović      |                                                           |
| 10 augustus 2014 18:00 Constant Vanden Stockstadion Anderlecht  | 45' Mitrović                                                       | 1-0                     |                                      | Proto N'Sakala, Mbemba, Nuytinck, Deschacht Najar, Milivojević (60' Kabasele), Tielemans, Praet (82' Dendoncker) Cyriac (60' Suárez), Mitrović      |                                                           |
| 17 augustus 2014 20:00 't Kuipje Westerlo                       | KVC Westerlo                                                       | 2-2                     | RSC Anderlecht                       | Proto N'Sakala (46' Suárez), Mbemba, Nuytinck, Deschacht Najar, Dendoncker, Tielemans, Praet Cyriac (78' Kljestan), Mitrović (81' Acheampong)       |                                                           |
| 17 augustus 2014 20:00 't Kuipje Westerlo                       | 20' Mbemba (own) 42' Geudens                                       | 1-0 2-0 2-1 2-2         | 50' Cyriac 67' Tielemans             | Proto N'Sakala (46' Suárez), Mbemba, Nuytinck, Deschacht Najar, Dendoncker, Tielemans, Praet Cyriac (78' Kljestan), Mitrović (81' Acheampong)       |                                                           |
| 24 augustus 2014 14:30 Constant Vanden Stockstadion Anderlecht  | RSC Anderlecht                                                     | 1-0                     | Waasland-Beveren                     | Proto N'Sakala, Mbemba, Nuytinck, Deschacht Kabasele (68' Acheampong), Defour (81' Dendoncker), Tielemans, Praet Mitrović, Suárez (83' Cyriac)      | 43' Nuytinck 71' Mitrović                                 |
| 24 augustus 2014 14:30 Constant Vanden Stockstadion Anderlecht  | 55' Kabasele                                                       | 1-0                     |                                      | Proto N'Sakala, Mbemba, Nuytinck, Deschacht Kabasele (68' Acheampong), Defour (81' Dendoncker), Tielemans, Praet Mitrović, Suárez (83' Cyriac)      | 43' Nuytinck 71' Mitrović                                 |
| 31 augustus 2014 14:30 Jan Breydelstadion Brugge                | Club Brugge                                                        | 2-2                     | RSC Anderlecht                       | Proto N'Sakala, Mbemba, Nuytinck, Deschacht Defour (64' Kljestan), Tielemans, Praet Kabasele (87' Cyriac), Mitrović (77' Suárez), Acheampong        | 12' Defour 79' Kljestan                                   |
| 31 augustus 2014 14:30 Jan Breydelstadion Brugge                | 49' Jørgensen 68' Engels                                           | 0-1 0-2 1-2 2-2         | 7' Defour 16' Mitrović               | Proto N'Sakala, Mbemba, Nuytinck, Deschacht Defour (64' Kljestan), Tielemans, Praet Kabasele (87' Cyriac), Mitrović (77' Suárez), Acheampong        | 12' Defour 79' Kljestan                                   |
| 13 september 2014 18:00 Herman Vanderpoortenstadion Lier        | Lierse SK                                                          | 2-2                     | RSC Anderlecht                       | Proto Colin (46' Conté), Mbemba, Nuytinck, Deschacht Defour, Tielemans (46' Suarez), Praet Najar, Mitrović (78' Cyriac), Acheampong                 | 28' Colin 73' Mitrović 85' Cyriac                         |
| 13 september 2014 18:00 Herman Vanderpoortenstadion Lier        | 45' Wanderson 90+4' Ngawa                                          | 1-0 1-1 1-2 2-2         | 51' Acheampong 84' Cyriac            | Proto Colin (46' Conté), Mbemba, Nuytinck, Deschacht Defour, Tielemans (46' Suarez), Praet Najar, Mitrović (78' Cyriac), Acheampong                 | 28' Colin 73' Mitrović 85' Cyriac                         |
| 20 september 2014 20:00 Constant Vanden Stockstadion Anderlecht | RSC Anderlecht                                                     | 3-2                     | Cercle Brugge                        | Proto Colin, Mbemba, Heylen, Deschacht Najar, Defour, Tielemans, Conté (70' Acheampong) Mitrović (78' Cyriac), Suárez (78' Kabasele)                |                                                           |
| 20 september 2014 20:00 Constant Vanden Stockstadion Anderlecht | 6' Mitrović 45' Suárez 76' Najar                                   | 1-0 1-1 2-1 3-1 3-2     | 16' Buyl 90' Kabananga               | Proto Colin, Mbemba, Heylen, Deschacht Najar, Defour, Tielemans, Conté (70' Acheampong) Mitrović (78' Cyriac), Suárez (78' Kabasele)                |                                                           |
| 27 september 2014 18:00 Regenboogstadion Waregem                | Zulte Waregem                                                      | 0-2                     | RSC Anderlecht                       | Proto Colin, Mbemba, Heylen, Deschacht Najar (75' Acheampong), Defour, Tielemans, Conté Mitrović (86' Kljestan), Suárez (70' Cyriac)                | 30' Deschacht 38' Defour 57' Conté                        |
| 27 september 2014 18:00 Regenboogstadion Waregem                |                                                                    | 0-1 0-2                 | 42' Suárez 67' Najar                 | Proto Colin, Mbemba, Heylen, Deschacht Najar (75' Acheampong), Defour, Tielemans, Conté Mitrović (86' Kljestan), Suárez (70' Cyriac)                | 30' Deschacht 38' Defour 57' Conté                        |
| 5 oktober 2014 18:00 Constant Vanden Stockstadion Anderlecht    | RSC Anderlecht                                                     | 0-0                     | KRC Genk                             | Proto Najar, Mbemba, Heylen, Deschacht Conté (67' Kabasele), Defour, Tielemans, Praet (79' Cyriac) Mitrović, Suárez (67' Acheampong)                | 53' Mbemba                                                |
| 5 oktober 2014 18:00 Constant Vanden Stockstadion Anderlecht    |                                                                    |                         |                                      | Proto Najar, Mbemba, Heylen, Deschacht Conté (67' Kabasele), Defour, Tielemans, Praet (79' Cyriac) Mitrović, Suárez (67' Acheampong)                | 53' Mbemba                                                |
| 18 oktober 2014 18:00 Achter de Kazerne Mechelen                | KV Mechelen                                                        | 1-1                     | RSC Anderlecht                       | Proto Vanden Borre, Mbemba, Heylen (46' Acheampong), Deschacht Najar (66' Conté), Defour, Tielemans, Praet Mitrović, Suárez (80' Cyriac)            | 31' Defour 69' Conté                                      |
| 18 oktober 2014 18:00 Achter de Kazerne Mechelen                | 21' Cordaro                                                        | 1-0 1-1                 | 62' Defour                           | Proto Vanden Borre, Mbemba, Heylen (46' Acheampong), Deschacht Najar (66' Conté), Defour, Tielemans, Praet Mitrović, Suárez (80' Cyriac)            | 31' Defour 69' Conté                                      |
| 26 oktober 2014 18:00 Constant Vanden Stockstadion Anderlecht   | RSC Anderlecht                                                     | 0-2                     | Standard Luik                        | Proto Najar, Mbemba, Deschacht, Acheampong Kabasele (61' Conté), Defour, Tielemans, Praet Cyriac (61' Mitrović), Suárez                             | 83' Suárez                                                |
| 26 oktober 2014 18:00 Constant Vanden Stockstadion Anderlecht   |                                                                    | 0-1 0-2                 | 79' Teixeira 89' Mpoku               | Proto Najar, Mbemba, Deschacht, Acheampong Kabasele (61' Conté), Defour, Tielemans, Praet Cyriac (61' Mitrović), Suárez                             | 83' Suárez                                                |
| 29 oktober 2014 20:30 Guldensporenstadion Kortrijk              | KV Kortrijk                                                        | 2-3                     | RSC Anderlecht                       | Roef Colin, Mbemba, Deschacht, Acheampong Najar (62' Suárez), Defour (79' Dendoncker), Kljestan, Praet Cyriac (61' Conté), Mitrović                 | 30' Mitrović 37' Mbemba 44' Najar                         |
| 29 oktober 2014 20:30 Guldensporenstadion Kortrijk              | 70' Dierckx 90+1' Pavlovic                                         | 0-1 0-2 1-2 1-3 2-3     | 10' Defour 60' Mitrović 85' Kljestan | Roef Colin, Mbemba, Deschacht, Acheampong Najar (62' Suárez), Defour (79' Dendoncker), Kljestan, Praet Cyriac (61' Conté), Mitrović                 | 30' Mitrović 37' Mbemba 44' Najar                         |
| 1 november 2014 14:30 Constant Vanden Stockstadion Anderlecht   | RSC Anderlecht                                                     | 1-1                     | KSC Lokeren                          | Proto Vanden Borre, Mbemba, Heylen (56' Cyriac), Deschacht Defour (43' Conté), Tielemans, Praet (86' Kawaya) Najar, Mitrović, Acheampong            |                                                           |
| 1 november 2014 14:30 Constant Vanden Stockstadion Anderlecht   | 90+1' Cyriac                                                       | 0-1 1-1                 | 33' Dutra                            | Proto Vanden Borre, Mbemba, Heylen (56' Cyriac), Deschacht Defour (43' Conté), Tielemans, Praet (86' Kawaya) Najar, Mitrović, Acheampong            |                                                           |
| 9 november 2014 14:30 Ghelamco Arena Gent                       | AA Gent                                                            | 0-2                     | RSC Anderlecht                       | Proto Vanden Borre (90+1' Colin), Dendoncker, Deschacht, Acheampong Kljestan, Tielemans, Praet Najar (84' Kawaya), Mitrović, Conté                  | 31' Najar 44' Vanden Borre 76' Kljestan 80' Mitrović      |
| 9 november 2014 14:30 Ghelamco Arena Gent                       |                                                                    | 0-1 0-2                 | 42' Mitrović 79' Conté               | Proto Vanden Borre (90+1' Colin), Dendoncker, Deschacht, Acheampong Kljestan, Tielemans, Praet Najar (84' Kawaya), Mitrović, Conté                  | 31' Najar 44' Vanden Borre 76' Kljestan 80' Mitrović      |
| Terugronde                                                      |                                                                    |                         |                                      | |                                                           |
| 22 november 2014 18:00 Stade du Pays de Charleroi Charleroi     | Sporting Charleroi                                                 | 3-1                     | RSC Anderlecht                       | Proto Vanden Borre (68' Kawaya), Mbemba, Deschacht, Acheampong Kljestan (58' Cyriac), Tielemans, Praet Najar, Mitrović, Conté                       | 36' Tielemans 67' Acheampong                              |
| 22 november 2014 18:00 Stade du Pays de Charleroi Charleroi     | 14' Tainmont 46' Fauré 62' Fauré                                   | 1-0 1-1 2-1 3-1         | 17' Mitrović                         | Proto Vanden Borre (68' Kawaya), Mbemba, Deschacht, Acheampong Kljestan (58' Cyriac), Tielemans, Praet Najar, Mitrović, Conté                       | 36' Tielemans 67' Acheampong                              |
| 30 november 2014 14:30 Constant Vanden Stockstadion Anderlecht  | RSC Anderlecht                                                     | 2-2                     | Club Brugge                          | Proto Vanden Borre, Mbemba, Deschacht, Acheampong Defour (56' Kljestan), Tielemans, Praet Najar (78' Kawaya), Mitrović, Conté                       | 31' Defour 45+1' Mbemba 85' Mitrović                      |
| 30 november 2014 14:30 Constant Vanden Stockstadion Anderlecht  | 33' Praet 55' Deschacht                                            | 0-1 1-1 2-1 2-2         | 26' Vázquez 89' Vázquez              | Proto Vanden Borre, Mbemba, Deschacht, Acheampong Defour (56' Kljestan), Tielemans, Praet Najar (78' Kawaya), Mitrović, Conté                       | 31' Defour 45+1' Mbemba 85' Mitrović                      |
| 6 december 2014 18:00 Le Canonnier Moeskroen                    | Mouscron-Péruwelz                                                  | 4-2                     | RSC Anderlecht                       | Proto Vanden Borre, Mbemba, Deschacht, Acheampong Tielemans (46' Bastien), Kljestan (46' Dendoncker), Praet Conté (79' Kawaya), Cyriac, Kabasele    | 39' Praet 54' Vanden Borre 73' Proto                      |
| 6 december 2014 18:00 Le Canonnier Moeskroen                    | 6' Vandendriessche 10' Vandendriessche 25' Mbemba (own) 73' Michel | 1-0 2-0 3-0 3-1 4-1 4-2 | 45' Mbemba 81' Cyriac                | Proto Vanden Borre, Mbemba, Deschacht, Acheampong Tielemans (46' Bastien), Kljestan (46' Dendoncker), Praet Conté (79' Kawaya), Cyriac, Kabasele    | 39' Praet 54' Vanden Borre 73' Proto                      |
| 14 december 2014 18:00 Constant Vanden Stockstadion Anderlecht  | RSC Anderlecht                                                     | 3-0                     | KV Oostende                          | Proto Vanden Borre, Mbemba, Deschacht, N'Sakala Tielemans, Dendoncker, Praet (86' Cyriac) Najar, Mitrović, Acheampong (82' Conté)                   | 80' Mitrović 90' Deschacht                                |
| 14 december 2014 18:00 Constant Vanden Stockstadion Anderlecht  | 20' Praet 23' Mitrović 61' Praet                                   | 1-0 2-0 3-0             |                                      | Proto Vanden Borre, Mbemba, Deschacht, N'Sakala Tielemans, Dendoncker, Praet (86' Cyriac) Najar, Mitrović, Acheampong (82' Conté)                   | 80' Mitrović 90' Deschacht                                |
| 20 december 2014 18:00 Freethiel Beveren                        | Waasland-Beveren                                                   | 0-2                     | RSC Anderlecht                       | Proto Colin, Mbemba, Deschacht, N'Sakala Defour (62' Tielemans), Dendoncker, Praet Conté (88' Álvarez), Mitrović, Acheampong (72' Najar)            | 40' Defour 80' Mbemba 85' Dendoncker 90+5' Dendoncker     |
| 20 december 2014 18:00 Freethiel Beveren                        |                                                                    | 0-1 0-2                 | 29' Defour 90+3' Praet               | Proto Colin, Mbemba, Deschacht, N'Sakala Defour (62' Tielemans), Dendoncker, Praet Conté (88' Álvarez), Mitrović, Acheampong (72' Najar)            | 40' Defour 80' Mbemba 85' Dendoncker 90+5' Dendoncker     |
| 26 december 2014 20:30 Constant Vanden Stockstadion Anderlecht  | RSC Anderlecht                                                     | 4-0                     | KVC Westerlo                         | Proto Colin, Heylen, Deschacht, N'Sakala Kljestan, Tielemans, Praet (86' Álvarez) Najar (81' Acheampong), Mitrović (86' Cyriac), Conté              | 35' N'Sakala                                              |
| 26 december 2014 20:30 Constant Vanden Stockstadion Anderlecht  | 15' Mitrović 24' Conté 81' Praet 90+1' Colin                       | 1-0 2-0 3-0 4-0         |                                      | Proto Colin, Heylen, Deschacht, N'Sakala Kljestan, Tielemans, Praet (86' Álvarez) Najar (81' Acheampong), Mitrović (86' Cyriac), Conté              | 35' N'Sakala                                              |
| 18 januari 2015 14:30 Constant Vanden Stockstadion Anderlecht   | RSC Anderlecht                                                     | 3-0                     | Lierse SK                            | Proto Colin, Heylen, Deschacht, N'Sakala Tielemans, Dendoncker, Defour (83' Kljestan) Najar (84' Leya), Cyriac, Kabasele (75' Álvarez)              | 43' Najar                                                 |
| 18 januari 2015 14:30 Constant Vanden Stockstadion Anderlecht   | 23' Tielemans 45+2' Dendoncker 80' Álvarez                         | 1-0 2-0 3-0             |                                      | Proto Colin, Heylen, Deschacht, N'Sakala Tielemans, Dendoncker, Defour (83' Kljestan) Najar (84' Leya), Cyriac, Kabasele (75' Álvarez)              | 43' Najar                                                 |
| 25 januari 2015 14:30 Stade Maurice Dufrasne Luik               | Standard Luik                                                      | 2-0                     | RSC Anderlecht                       | Proto Colin (75' Marin), Heylen, Deschacht, N'Sakala Defour, Dendoncker, Tielemans (76' Leya) Najar, Cyriac, Álvarez (59' Kljestan)                 | 32' Defour 53' Defour 54' Vanden Borre 90+9' N'Sakala     |
| 25 januari 2015 14:30 Stade Maurice Dufrasne Luik               | 64' Ciman 88' De Camargo                                           | 1-0 2-0                 |                                      | Proto Colin (75' Marin), Heylen, Deschacht, N'Sakala Defour, Dendoncker, Tielemans (76' Leya) Najar, Cyriac, Álvarez (59' Kljestan)                 | 32' Defour 53' Defour 54' Vanden Borre 90+9' N'Sakala     |
| 1 februari 2015 18:00 Constant Vanden Stockstadion Anderlecht   | RSC Anderlecht                                                     | 0-0                     | Zulte Waregem                        | Proto Colin, Heylen, Deschacht, N'Sakala Dendoncker, Tielemans (73' Kljestan), Marin (59' Leya) Najar, Mitrović, Álvarez (46' Cyriac)               | 35' Tielemans 84' N'Sakala                                |
| 1 februari 2015 18:00 Constant Vanden Stockstadion Anderlecht   |                                                                    |                         |                                      | Proto Colin, Heylen, Deschacht, N'Sakala Dendoncker, Tielemans (73' Kljestan), Marin (59' Leya) Najar, Mitrović, Álvarez (46' Cyriac)               | 35' Tielemans 84' N'Sakala                                |
| 8 februari 2015 18:00 Jan Breydelstadion Brugge                 | Cercle Brugge                                                      | 0-2                     | RSC Anderlecht                       | Proto Colin, Heylen, Deschacht, N'Sakala Vanden Borre (87' Nuytinck), Dendoncker, Conté (80' Leya), Defour, Marin (67' Tielemans) Mitrović          |                                                           |
| 8 februari 2015 18:00 Jan Breydelstadion Brugge                 |                                                                    | 0-1 0-2                 | 40' Vanden Borre 85' Defour          | Proto Colin, Heylen, Deschacht, N'Sakala Vanden Borre (87' Nuytinck), Dendoncker, Conté (80' Leya), Defour, Marin (67' Tielemans) Mitrović          |                                                           |
| 15 februari 2015 14:30 Constant Vanden Stockstadion Anderlecht  | RSC Anderlecht                                                     | 1-1                     | KV Mechelen                          | Proto Colin, Mbemba (44' Rolando), Deschacht, N'Sakala (46' Cyriac) Defour, Dendoncker, Conté (69' Tielemans) Najar, Mitrović, Acheampong           | 46' Acheampong                                            |
| 15 februari 2015 14:30 Constant Vanden Stockstadion Anderlecht  | 78' Mitrović                                                       | 1-0 1-1                 | 90+3' Veselinović                    | Proto Colin, Mbemba (44' Rolando), Deschacht, N'Sakala (46' Cyriac) Defour, Dendoncker, Conté (69' Tielemans) Najar, Mitrović, Acheampong           | 46' Acheampong                                            |
| 22 februari 2015 18:00 Cristal Arena Genk                       | KRC Genk                                                           | 0-1                     | RSC Anderlecht                       | Proto Vanden Borre (90' Colin), Rolando, Deschacht, N'Sakala Defour (89' Cyriac), Dendoncker, Tielemans Najar, Mitrović, Marin (72' Acheampong)     | 61' Mitrović 78' Vanden Borre 85' Defour                  |
| 22 februari 2015 18:00 Cristal Arena Genk                       |                                                                    | 0-1                     | 52' Defour                           | Proto Vanden Borre (90' Colin), Rolando, Deschacht, N'Sakala Defour (89' Cyriac), Dendoncker, Tielemans Najar, Mitrović, Marin (72' Acheampong)     | 61' Mitrović 78' Vanden Borre 85' Defour                  |
| 1 maart 2015 18:00 Constant Vanden Stockstadion Anderlecht      | RSC Anderlecht                                                     | 2-0                     | KV Kortrijk                          | Proto Vanden Borre, Rolando, Deschacht (90+4' Colin), N'Sakala Defour (57' Nuytinck), Dendoncker, Tielemans Najar, Mitrović, Marin (76' Acheampong) | 6' Rolando 10' Tielemans 80' Vanden Borre                 |
| 1 maart 2015 18:00 Constant Vanden Stockstadion Anderlecht      | 40' Mitrović 85' Dendoncker                                        | 1-0 2-0                 |                                      | Proto Vanden Borre, Rolando, Deschacht (90+4' Colin), N'Sakala Defour (57' Nuytinck), Dendoncker, Tielemans Najar, Mitrović, Marin (76' Acheampong) | 6' Rolando 10' Tielemans 80' Vanden Borre                 |
| 7 maart 2015 20:00 Daknamstadion Lokeren                        | KSC Lokeren                                                        | 1-2                     | RSC Anderlecht                       | Proto Colin, Rolando (46' Heylen), Deschacht, N'Sakala Dendoncker, Tielemans, Conté (82' Leya) Najar (69' Acheampong), Mitrović, Marin              | 36' Najar 61' Mitrović                                    |
| 7 maart 2015 20:00 Daknamstadion Lokeren                        | 59' Marić                                                          | 0-1 1-1 1-2             | 45+3' Tielemans 87' Mitrović         | Proto Colin, Rolando (46' Heylen), Deschacht, N'Sakala Dendoncker, Tielemans, Conté (82' Leya) Najar (69' Acheampong), Mitrović, Marin              | 36' Najar 61' Mitrović                                    |
| 15 maart 2015 14:30 Constant Vanden Stockstadion Anderlecht     | RSC Anderlecht                                                     | 1-2                     | AA Gent                              | Proto Vanden Borre (73' Cyriac), Heylen, Deschacht, N'Sakala Dendoncker, Defour (46' Praet), Tielemans Najar, Mitrović, Conté (59' Acheampong)      | 54' Vanden Borre                                          |
| 15 maart 2015 14:30 Constant Vanden Stockstadion Anderlecht     | 15' Mitrović                                                       | 1-0 1-1 1-2             | 49' Foket 61' Raman                  | Proto Vanden Borre (73' Cyriac), Heylen, Deschacht, N'Sakala Dendoncker, Defour (46' Praet), Tielemans Najar, Mitrović, Conté (59' Acheampong)      | 54' Vanden Borre                                          |
| Play-off I                                                      |                                                                    |                         |                                      | |                                                           |
| 6 april 2015 18:00 Constant Vanden Stockstadion Anderlecht      | RSC Anderlecht                                                     | 1-0                     | Sporting Charleroi                   | Proto Vanden Borre, Rolando, Nuytinck, Deschacht Dendoncker, Defour, Praet (82' Tielemans) Najar, Mitrović, Conté (46' Acheampong)(87' Cyriac)      | 72' Najar                                                 |
| 6 april 2015 18:00 Constant Vanden Stockstadion Anderlecht      | 63' Mitrović                                                       | 1-0                     |                                      | Proto Vanden Borre, Rolando, Nuytinck, Deschacht Dendoncker, Defour, Praet (82' Tielemans) Najar, Mitrović, Conté (46' Acheampong)(87' Cyriac)      | 72' Najar                                                 |
| 12 april 2015 18:00 Stade Maurice Dufrasne Luik                 | Standard Luik                                                      | 3-1                     | RSC Anderlecht                       | Proto Mbemba, Rolando (46' Conté), Nuytinck (70' Cyriac), Deschacht Dendoncker (46' Tielemans), Defour, Praet Vanden Borre, Mitrović, Acheampong    | 25' Dendoncker 67' Vanden Borre                           |
| 12 april 2015 18:00 Stade Maurice Dufrasne Luik                 | 21' Ezekiel 58' Ezekiel 62' Mujangi Bia                            | 1-0 2-0 3-0 3-1         | 71' Tielemans                        | Proto Mbemba, Rolando (46' Conté), Nuytinck (70' Cyriac), Deschacht Dendoncker (46' Tielemans), Defour, Praet Vanden Borre, Mitrović, Acheampong    | 25' Dendoncker 67' Vanden Borre                           |
| 19 april 2015 18:00 Jan Breydelstadion Brugge                   | Club Brugge                                                        | 2-1                     | RSC Anderlecht                       | Proto Vanden Borre (87' Cyriac), Mbemba, Deschacht, N'Sakala Tielemans (87' Leya), Defour, Praet (79' Dendoncker) Najar, Mitrović, Acheampong       | 6' Vanden Borre                                           |
| 19 april 2015 18:00 Jan Breydelstadion Brugge                   | 74' Oulare 86' Vormer                                              | 0-1 1-1 2-1             | 26' Mitrović                         | Proto Vanden Borre (87' Cyriac), Mbemba, Deschacht, N'Sakala Tielemans (87' Leya), Defour, Praet (79' Dendoncker) Najar, Mitrović, Acheampong       | 6' Vanden Borre                                           |
| 25 april 2015 20:30 Constant Vanden Stockstadion Anderlecht     | RSC Anderlecht                                                     | 5-1                     | KV Kortrijk                          | Proto Vanden Borre (61' Conté), Mbemba, Deschacht, N'Sakala Tielemans, Defour (77' Dendoncker), Praet Najar, Mitrović (83' Kabasele), Acheampong    |                                                           |
| 25 april 2015 20:30 Constant Vanden Stockstadion Anderlecht     | 17' Deschacht 24' Deschacht 42' Tielemans 51' Mitrović 62' Najar   | 1-0 2-0 2-1 3-1 4-1 5-1 | 34' Chevalier                        | Proto Vanden Borre (61' Conté), Mbemba, Deschacht, N'Sakala Tielemans, Defour (77' Dendoncker), Praet Najar, Mitrović (83' Kabasele), Acheampong    |                                                           |
| 30 april 2015 20:30 Ghelamco Arena Gent                         | AA Gent                                                            | 2-1                     | RSC Anderlecht                       | Proto Vanden Borre, Mbemba, Deschacht, N'Sakala (63' Conté) Tielemans, Defour, Praet Najar (90+1' Kabasele), Mitrović, Acheampong                   |                                                           |
| 30 april 2015 20:30 Ghelamco Arena Gent                         | 50' Depoitre 90+1' Neto                                            | 1-0 1-1 2-1             | 58' Tielemans                        | Proto Vanden Borre, Mbemba, Deschacht, N'Sakala (63' Conté) Tielemans, Defour, Praet Najar (90+1' Kabasele), Mitrović, Acheampong                   |                                                           |
| 3 mei 2015 18:00 Stade du Pays de Charleroi Charleroi           | Sporting Charleroi                                                 | 0-1                     | RSC Anderlecht                       | Proto Vanden Borre (64' Kabasele), Mbemba, Deschacht, N'Sakala Tielemans, Defour (82' Dendoncker), Praet (89' Conté) Najar, Mitrović, Acheampong    | 23' Vanden Borre 45+2' Defour 63' N'Sakala                |
| 3 mei 2015 18:00 Stade du Pays de Charleroi Charleroi           |                                                                    | 0-1                     | 21' Najar                            | Proto Vanden Borre (64' Kabasele), Mbemba, Deschacht, N'Sakala Tielemans, Defour (82' Dendoncker), Praet (89' Conté) Najar, Mitrović, Acheampong    | 23' Vanden Borre 45+2' Defour 63' N'Sakala                |
| 10 mei 2015 14:30 Constant Vanden Stockstadion Anderlecht       | RSC Anderlecht                                                     | 3-1                     | Club Brugge                          | Roef Vanden Borre (84' Colin), Mbemba, Deschacht, Acheampong Tielemans, Defour (72' Heylen), Dendoncker Najar, Mitrović, Praet (90+1' Leya)         | 15' Tielemans 90+2' Mitrović                              |
| 10 mei 2015 14:30 Constant Vanden Stockstadion Anderlecht       | 1' Najar 54' Mitrović 89' Praet                                    | 1-0 2-0 2-1 3-1         | 67' Refaelov                         | Roef Vanden Borre (84' Colin), Mbemba, Deschacht, Acheampong Tielemans, Defour (72' Heylen), Dendoncker Najar, Mitrović, Praet (90+1' Leya)         | 15' Tielemans 90+2' Mitrović                              |
| 17 mei 2015 18:00 Constant Vanden Stockstadion Anderlecht       | RSC Anderlecht                                                     | 1-1                     | Standard Luik                        | Proto Vanden Borre, Mbemba, Deschacht, N'Sakala (72' Leya) Tielemans, Defour (90' Dendoncker), Praet (82' Kawaya) Najar, Mitrović, Acheampong       | 32' Najar 57' Praet 78' Deschacht 80' Mbemba 90+1' Mbemba |
| 17 mei 2015 18:00 Constant Vanden Stockstadion Anderlecht       | 10' Najar                                                          | 1-0 1-1                 | 23' Ezekiel                          | Proto Vanden Borre, Mbemba, Deschacht, N'Sakala (72' Leya) Tielemans, Defour (90' Dendoncker), Praet (82' Kawaya) Najar, Mitrović, Acheampong       | 32' Najar 57' Praet 78' Deschacht 80' Mbemba 90+1' Mbemba |
| 21 mei 2015 20:30 Guldensporenstadion Kortrijk                  | KV Kortrijk                                                        | 2-2                     | RSC Anderlecht                       | Proto Vanden Borre (79' Colin), Heylen, Deschacht, N'Sakala (83' Cyriac) Tielemans, Defour, Praet Najar, Mitrović, Acheampong                       |                                                           |
| 21 mei 2015 20:30 Guldensporenstadion Kortrijk                  | 76' Capon 81' Santini                                              | 0-1 0-2 1-2 2-2         | 49' Praet 53' Mitrović               | Proto Vanden Borre (79' Colin), Heylen, Deschacht, N'Sakala (83' Cyriac) Tielemans, Defour, Praet Najar, Mitrović, Acheampong                       |                                                           |
| 24 mei 2015 14:30 Constant Vanden Stockstadion Anderlecht       | RSC Anderlecht                                                     | 2-1                     | AA Gent                              | Proto Najar, Mbemba, Deschacht, Acheampong Tielemans (71' Kawaya), Defour, Praet, Dendoncker Mitrović (79' Cyriac), Leya                            | 40' Deschacht                                             |
| 24 mei 2015 14:30 Constant Vanden Stockstadion Anderlecht       | 21' Deschacht 51' Mitrović                                         | 0-1 1-1 2-1             | 3' Pedersen                          | Proto Najar, Mbemba, Deschacht, Acheampong Tielemans (71' Kawaya), Defour, Praet, Dendoncker Mitrović (79' Cyriac), Leya                            | 40' Deschacht                                             |

### Overzicht
| Speeldag  | 1 | 2 | 3 | 4  | 5  | 6  | 7  | 8  | 9  | 10 | 11 | 12 | 13 | 14 | 15 | 16 | 17 | 18 | 19 | 20 | 21 | 22 | 23 | 24 | 25 | 26 | 27 | 28 | 29 | 30 |  | 1  | 2  | 3  | 4  | 5  | 6  | 7  | 8  | 9  | 10 |
| --------- | - | - | - | -- | -- | -- | -- | -- | -- | -- | -- | -- | -- | -- | -- | -- | -- | -- | -- | -- | -- | -- | -- | -- | -- | -- | -- | -- | -- | -- |  | -- | -- | -- | -- | -- | -- | -- | -- | -- | -- |
| Resultaat | w | w | w | g  | w  | g  | g  | w  | w  | g  | g  | v  | w  | g  | w  | v  | g  | v  | w  | w  | w  | w  | v  | g  | w  | g  | w  | w  | w  | v  |  | w  | v  | v  | w  | v  | w  | w  | g  | g  | w  |
| Punten    | 3 | 6 | 9 | 10 | 13 | 14 | 15 | 18 | 21 | 22 | 23 | 23 | 26 | 27 | 30 | 30 | 31 | 31 | 34 | 37 | 40 | 43 | 43 | 44 | 47 | 48 | 51 | 54 | 57 | 57 |  | 32 | 32 | 32 | 35 | 35 | 38 | 41 | 42 | 43 | 46 |
| Positie   | 2 | 2 | 1 | 1  | 1  | 1  | 1  | 1  | 1  | 1  | 1  | 1  | 1  | 1  | 1  | 2  | 2  | 3  | 2  | 2  | 2  | 2  | 2  | 2  | 2  | 2  | 2  | 2  | 2  | 3  |  | 3  | 3  | 3  | 3  | 3  | 3  | 2  | 2  | 3  | 3  |

### Klassement

#### Reguliere competitie
|        |    |                    | P  | W  | G  | V  | +  | -  | DS  | Ptn |
| ------ | -- | ------------------ | -- | -- | -- | -- | -- | -- | --- | --- |
| PO I   | 1  | Club Brugge        | 30 | 17 | 10 | 3  | 69 | 28 | +41 | 61  |
| PO I   | 2  | AA Gent            | 30 | 16 | 9  | 5  | 52 | 29 | +23 | 57  |
| PO I   | 3  | RSC Anderlecht     | 30 | 16 | 9  | 5  | 51 | 30 | +21 | 57  |
| PO I   | 4  | Standard Luik      | 30 | 16 | 5  | 9  | 49 | 39 | +10 | 53  |
| PO I   | 5  | KV Kortrijk        | 30 | 16 | 3  | 11 | 55 | 36 | +19 | 51  |
| PO I   | 6  | Sporting Charleroi | 30 | 14 | 7  | 9  | 44 | 31 | +13 | 49  |
| PO II  | 7  | Racing Genk        | 30 | 13 | 10 | 7  | 38 | 28 | +10 | 49  |
| PO II  | 8  | Lokeren            | 30 | 10 | 12 | 8  | 38 | 32 | +6  | 42  |
| PO II  | 9  | KV Mechelen        | 30 | 10 | 11 | 9  | 37 | 39 | −2  | 41  |
| PO II  | 10 | KV Oostende        | 30 | 11 | 5  | 14 | 40 | 52 | −12 | 38  |
| PO II  | 11 | Westerlo           | 30 | 8  | 9  | 13 | 42 | 63 | −21 | 33  |
| PO II  | 12 | Zulte Waregem      | 30 | 8  | 7  | 15 | 41 | 54 | −13 | 31  |
| PO II  | 13 | Moeskroen-Péruwelz | 30 | 7  | 5  | 18 | 32 | 51 | −19 | 26  |
| PO II  | 14 | Waasland-Beveren   | 30 | 7  | 5  | 18 | 30 | 49 | −19 | 26  |
| PO III | 15 | Cercle Brugge      | 30 | 6  | 6  | 18 | 21 | 45 | −24 | 24  |
| PO III | 16 | Lierse             | 30 | 5  | 7  | 18 | 30 | 63 | −33 | 22  |

#### Play-off I
|           | #  | Club               | GS | W | G | V | DV | DT | DS  | PTN |
| --------- | -- | ------------------ | -- | - | - | - | -- | -- | --- | --- |
| K         | 1. | AA Gent            | 10 | 6 | 2 | 2 | 18 | 11 | +8  | 49  |
| CL        | 2. | Club Brugge        | 10 | 5 | 1 | 4 | 16 | 16 | 0   | 47  |
| EL        | 3. | RSC Anderlecht     | 10 | 5 | 2 | 3 | 18 | 13 | +5  | 46  |
| EL        | 4. | Standard Luik      | 10 | 4 | 1 | 5 | 14 | 13 | +1  | 40  |
| (barrage) | 5. | Sporting Charleroi | 10 | 3 | 2 | 5 | 13 | 15 | −2  | 36  |
|           | 6. | KV Kortrijk        | 10 | 2 | 2 | 6 | 11 | 22 | −11 | 34  |

### Statistieken
| Nr. | Naam                 | Wed. |    |   |   |   |    |    |
| --- | -------------------- | ---- | -- | - | - | - | -- | -- |
| 1   | Silvio Proto         | 36   | 0  | 1 | 0 | 0 | 0  | 0  |
| 2   | Fabrice N'Sakala     | 23   | 0  | 5 | 0 | 0 | 0  | 5  |
| 3   | Olivier Deschacht    | 40   | 4  | 4 | 0 | 0 | 0  | 1  |
| 7   | Andy Najar           | 35   | 6  | 6 | 0 | 0 | 1  | 9  |
| 8   | Luka Milivojević     | 3    | 0  | 0 | 0 | 0 | 0  | 2  |
| 8   | Idrissa Sylla        | 0    | 0  | 0 | 0 | 0 | 0  | 0  |
| 9   | Matías Suárez        | 13   | 4  | 1 | 0 | 0 | 7  | 5  |
| 10  | Dennis Praet         | 30   | 7  | 2 | 0 | 0 | 1  | 11 |
| 11  | Marko Marin          | 6    | 0  | 0 | 0 | 0 | 1  | 4  |
| 12  | Maxime Colin         | 17   | 1  | 1 | 0 | 0 | 5  | 2  |
| 13  | Thomas Kaminski      | 2    | 0  | 0 | 0 | 0 | 0  | 0  |
| 13  | Rolando              | 6    | 0  | 0 | 0 | 1 | 1  | 2  |
| 14  | Bram Nuytinck        | 11   | 0  | 1 | 0 | 0 | 2  | 1  |
| 15  | Gohi Bi Cyriac       | 29   | 4  | 1 | 0 | 0 | 20 | 6  |
| 16  | Steven Defour        | 29   | 6  | 7 | 1 | 0 | 0  | 14 |
| 17  | Oswal Álvarez        | 5    | 1  | 0 | 0 | 0 | 3  | 2  |
| 18  | Frank Acheampong     | 35   | 2  | 2 | 0 | 0 | 13 | 4  |
| 19  | Sacha Kljestan       | 13   | 1  | 2 | 0 | 0 | 8  | 2  |
| 20  | Ibrahima Conté       | 24   | 2  | 2 | 0 | 0 | 10 | 9  |
| 22  | Chancel Mbemba       | 28   | 1  | 5 | 1 | 0 | 0  | 1  |
| 24  | Michaël Heylen       | 14   | 0  | 0 | 0 | 0 | 2  | 2  |
| 26  | Mulopo Kudimbana     | 0    | 0  | 0 | 0 | 0 | 0  | 0  |
| 31  | Youri Tielemans      | 39   | 6  | 4 | 0 | 0 | 5  | 6  |
| 32  | Leander Dendoncker   | 25   | 2  | 1 | 1 | 0 | 8  | 1  |
| 33  | Davy Roef            | 2    | 0  | 0 | 0 | 0 | 0  | 0  |
| 34  | Samuel Bastien       | 1    | 0  | 0 | 0 | 0 | 1  | 0  |
| 35  | Aaron Leya Iseka     | 9    | 0  | 0 | 0 | 0 | 8  | 0  |
| 37  | Hervé Matthys        | 0    | 0  | 0 | 0 | 0 | 0  | 0  |
| 38  | Andy Kawaya          | 7    | 0  | 0 | 0 | 0 | 7  | 0  |
| 39  | Anthony Vanden Borre | 20   | 1  | 9 | 0 | 0 | 0  | 10 |
| 42  | Nathan Kabasele      | 12   | 1  | 0 | 0 | 0 | 7  | 4  |
| 45  | Aleksandar Mitrović  | 37   | 20 | 9 | 0 | 0 | 1  | 9  |

## Europees

### Wedstrijden
| UEFA Champions League                                          |                                               |                         |                                                | |                                                 |
| Wedstrijddetails                                               | Thuisploeg                                    | Uitslag                 | Uitploeg                                       | Opstelling | Kaarten                                         |
| Groepsfase                                                     |                                               |                         |                                                | |                                                 |
| 16 september 2014 20:45 Türk Telekom Arena Istanboel           | Galatasaray                                   | 1-1                     | RSC Anderlecht                                 | Roef Najar, Mbemba, Nuytinck (23' Suárez), Deschacht Tielemans, Defour, Praet (78' Dendoncker) Conte, Mitrović (66' Kljestan), Acheampong         | 2' Nuytinck 34' Conte 39' Defour 64' Acheampong |
| 16 september 2014 20:45 Türk Telekom Arena Istanboel           | 90+1' Yılmaz                                  | 0-1 1-1                 | 52' Praet                                      | Roef Najar, Mbemba, Nuytinck (23' Suárez), Deschacht Tielemans, Defour, Praet (78' Dendoncker) Conte, Mitrović (66' Kljestan), Acheampong         | 2' Nuytinck 34' Conte 39' Defour 64' Acheampong |
| 1 oktober 2014 20:45 Constant Vanden Stockstadion Anderlecht   | RSC Anderlecht                                | 0-3                     | Borussia Dortmund                              | Proto Najar, Mbemba, Nuytinck, Deschacht Conté (73' Acheampong), Tielemans, Defour, Praet Mitrović (82' Cyriac), Suárez (82' Kabasele)            | 17' Suárez                                      |
| 1 oktober 2014 20:45 Constant Vanden Stockstadion Anderlecht   |                                               | 0-1 0-2 0-3             | 3' Immobile 69' Ramos 79' Ramos                | Proto Najar, Mbemba, Nuytinck, Deschacht Conté (73' Acheampong), Tielemans, Defour, Praet Mitrović (82' Cyriac), Suárez (82' Kabasele)            | 17' Suárez                                      |
| 22 oktober 2014 20:45 Constant Vanden Stockstadion Anderlecht  | RSC Anderlecht                                | 1-2                     | Arsenal FC                                     | Proto Vanden Borre, Mbemba, Deschacht, Acheampong Tielemans, Defour, Praet (88' Dendocker) Najar, Cyriac (83' Suárez), Conté                      | 80' Deschacht                                   |
| 22 oktober 2014 20:45 Constant Vanden Stockstadion Anderlecht  | 71' Najar                                     | 1-0 1-1 1-2             | 89' Gibbs 90+1' Podolski                       | Proto Vanden Borre, Mbemba, Deschacht, Acheampong Tielemans, Defour, Praet (88' Dendocker) Najar, Cyriac (83' Suárez), Conté                      | 80' Deschacht                                   |
| 4 november 2014 20:45 Emirates Stadium Londen                  | Arsenal FC                                    | 3-3                     | RSC Anderlecht                                 | Proto Vanden Borre, Mbemba (54' Dendoncker), Deschacht, Acheampong Tielemans, Kljestan, Praet Najar, Cyriac (62' Mitrović), Conté (46' Kawaya)    | 87' Kljestan 89' Mitrović 90+3' Vanden Borre    |
| 4 november 2014 20:45 Emirates Stadium Londen                  | 25' Arteta 29' Sánchez 58' Oxlade-Chamberlain | 1-0 2-0 3-0 3-1 3-2 3-3 | 61' Vanden Borre 73' Vanden Borre 90' Mitrović | Proto Vanden Borre, Mbemba (54' Dendoncker), Deschacht, Acheampong Tielemans, Kljestan, Praet Najar, Cyriac (62' Mitrović), Conté (46' Kawaya)    | 87' Kljestan 89' Mitrović 90+3' Vanden Borre    |
| 26 november 2014 20:45 Constant Vanden Stockstadion Anderlecht | RSC Anderlecht                                | 2-0                     | Galatasaray                                    | Proto Vanden Borre, Mbemba, Deschacht, Acheampong Tielemans, Defour (46' Kawaya), Praet (84' Kljestan) Najar, Mitrović (89' Cyriac), Conté        | 33' Defour                                      |
| 26 november 2014 20:45 Constant Vanden Stockstadion Anderlecht | 44' Mbemba 86' Mbemba                         | 1-0 2-0                 |                                                | Proto Vanden Borre, Mbemba, Deschacht, Acheampong Tielemans, Defour (46' Kawaya), Praet (84' Kljestan) Najar, Mitrović (89' Cyriac), Conté        | 33' Defour                                      |
| 9 december 2014 20:45 Signal Iduna Park Dortmund               | Borussia Dortmund                             | 1-1                     | RSC Anderlecht                                 | Proto Vanden Borre, Mbemba, Deschacht, N'Sakala Dendoncker, Kljestan (69' Tielemans), Praet Conté (79' Cyriac), Mitrović (89' Heylen), Acheampong |                                                 |
| 9 december 2014 20:45 Signal Iduna Park Dortmund               | 58' Immobile                                  | 1-0 1-1                 | 84' Mitrović                                   | Proto Vanden Borre, Mbemba, Deschacht, N'Sakala Dendoncker, Kljestan (69' Tielemans), Praet Conté (79' Cyriac), Mitrović (89' Heylen), Acheampong |                                                 |
| UEFA Europa League                                             |                                               |                         |                                                | |                                                 |
| Wedstrijddetails                                               | Thuisploeg                                    | Uitslag                 | Uitploeg                                       | Opstelling | Kaarten                                         |
| 1/16 finale                                                    |                                               |                         |                                                | |                                                 |
| 19 februari 2015 21:05 Constant Vanden Stockstadion Anderlecht | RSC Anderlecht                                | 0-0                     | Dinamo Moskou                                  | Proto Vanden Borre (83' Leya), Rolando, Deschacht, N'Sakala Dendoncker, Defour (67' Colin), Tielemans Najar, Mitrović, Acheampong (86' Kabasele)  | 73' Vanden Borre                                |
| 19 februari 2015 21:05 Constant Vanden Stockstadion Anderlecht |                                               |                         |                                                | Proto Vanden Borre (83' Leya), Rolando, Deschacht, N'Sakala Dendoncker, Defour (67' Colin), Tielemans Najar, Mitrović, Acheampong (86' Kabasele)  | 73' Vanden Borre                                |
| 26 februari 2015 18:00 Arena Chimki Moskou                     | Dinamo Moskou                                 | 3-1                     | RSC Anderlecht                                 | Proto Vanden Borre, Rolando, Deschacht, N'Sakala Defour, Dendoncker (81' Leya), Tielemans (71' Najar) Conté (82' Cyriac), Mitrović, Acheampong    | 5' Deschacht                                    |
| 26 februari 2015 18:00 Arena Chimki Moskou                     | 47' Kozlov 64' Yusupov 90+5' Kuranyi          | 0-1 1-1 2-1 3-1         | 28' Mitrović                                   | Proto Vanden Borre, Rolando, Deschacht, N'Sakala Defour, Dendoncker (81' Leya), Tielemans (71' Najar) Conté (82' Cyriac), Mitrović, Acheampong    | 5' Deschacht                                    |

### Statistieken
| Nr. | Naam                 | Wed. |   |   |   |   |   |   |
| --- | -------------------- | ---- | - | - | - | - | - | - |
| 1   | Silvio Proto         | 7    | 0 | 0 | 0 | 0 | 0 | 0 |
| 2   | Fabrice N'Sakala     | 3    | 0 | 0 | 0 | 0 | 0 | 0 |
| 3   | Olivier Deschacht    | 8    | 0 | 2 | 0 | 0 | 0 | 0 |
| 7   | Andy Najar           | 7    | 1 | 0 | 0 | 0 | 1 | 0 |
| 8   | Luka Milivojević     | 0    | 0 | 0 | 0 | 0 | 0 | 0 |
| 8   | Idrissa Sylla        | 0    | 0 | 0 | 0 | 0 | 0 | 0 |
| 9   | Matías Suárez        | 3    | 0 | 1 | 0 | 0 | 2 | 1 |
| 10  | Dennis Praet         | 6    | 1 | 0 | 0 | 0 | 0 | 3 |
| 11  | Marko Marin          | 0    | 0 | 0 | 0 | 0 | 0 | 0 |
| 12  | Maxime Colin         | 1    | 0 | 0 | 0 | 0 | 1 | 0 |
| 13  | Rolando              | 2    | 0 | 0 | 0 | 0 | 0 | 0 |
| 14  | Bram Nuytinck        | 2    | 0 | 1 | 0 | 0 | 0 | 1 |
| 15  | Gohi Bi Cyriac       | 6    | 0 | 0 | 0 | 0 | 4 | 2 |
| 16  | Steven Defour        | 6    | 0 | 2 | 0 | 0 | 0 | 2 |
| 17  | Oswal Álvarez        | 0    | 0 | 0 | 0 | 0 | 0 | 0 |
| 18  | Frank Acheampong     | 8    | 0 | 1 | 0 | 0 | 1 | 1 |
| 19  | Sacha Kljestan       | 4    | 0 | 1 | 0 | 0 | 2 | 1 |
| 20  | Ibrahima Conté       | 7    | 0 | 1 | 0 | 0 | 0 | 4 |
| 22  | Chancel Mbemba       | 6    | 2 | 0 | 0 | 0 | 0 | 1 |
| 24  | Michaël Heylen       | 1    | 0 | 0 | 0 | 0 | 1 | 0 |
| 26  | Mulopo Kudimbana     | 0    | 0 | 0 | 0 | 0 | 0 | 0 |
| 31  | Youri Tielemans      | 8    | 0 | 0 | 0 | 0 | 1 | 1 |
| 32  | Leander Dendoncker   | 6    | 0 | 0 | 0 | 0 | 3 | 1 |
| 33  | Davy Roef            | 1    | 0 | 0 | 0 | 0 | 0 | 0 |
| 34  | Samuel Bastien       | 0    | 0 | 0 | 0 | 0 | 0 | 0 |
| 35  | Aaron Leya Iseka     | 2    | 0 | 0 | 0 | 0 | 2 | 0 |
| 37  | Hervé Matthys        | 0    | 0 | 0 | 0 | 0 | 0 | 0 |
| 38  | Andy Kawaya          | 2    | 0 | 0 | 0 | 0 | 2 | 0 |
| 39  | Anthony Vanden Borre | 6    | 2 | 2 | 0 | 0 | 0 | 1 |
| 42  | Nathan Kabasele      | 2    | 0 | 0 | 0 | 0 | 2 | 0 |
| 45  | Aleksandar Mitrović  | 7    | 3 | 1 | 0 | 0 | 1 | 4 |

### Groepsfase UEFA Champions League speeldag 1
|                                                    |             |                |                |                                                                      |
| 16 september 2014 Groepsfase UEFA Champions League | Galatasaray | 1 – 1          | RSC Anderlecht | Rams Park, Istanboel Toeschouwers: 28.553 Scheidsrechter: István Vad |
| 16 september 2014 Groepsfase UEFA Champions League | 90+1' Burak | Wedstrijdfiche | 52' Praet      | Rams Park, Istanboel Toeschouwers: 28.553 Scheidsrechter: István Vad |

| Galatasaray | Anderlecht |

| Galatasaray (4–4–2 ruit): |    |                  |       |
|                           |    |                  |       |
| GK                        | 1  | Fernando Muslera |       |
| RB                        | 88 | Veysel Sarı      |       |
| CB                        | 26 | Semih Kaya       |       |
| CB                        | 21 | Aurélien Chedjou |       |
| LB                        | 13 | Alex Telles      | 80'   |
| DM                        | 3  | Felipe Melo      | 62'   |
| CM                        | 8  | Selçuk İnan      | 72'   |
| CM                        | 6  | Blerim Džemaili  | 90+2' |
| AM                        | 10 | Wesley Sneijder  |       |
| RF                        | 19 | Goran Pandev     | 57'   |
| LF                        | 17 | Burak Yılmaz     |       |
| Wisselspelers:            |    |                  |       |
|                           |    |                  |       |
| FW                        | 11 | Bruma            | 57'   |
| FW                        | 9  | Umut Bulut       | 72'   |
| DF                        | 77 | Tarık Çamdal     | 80'   |
| Coach:                    |    |                  |       |
| Cesare Prandelli          |    |                  |       |

| Anderlecht (4–2–3–1): |    |                     |        |
|                       |    |                     |        |
| GK                    | 33 | Davy Roef           |        |
| RB                    | 7  | Andy Najar          |        |
| CB                    | 22 | Chancel Mbemba      |        |
| CB                    | 14 | Bram Nuytinck       | 2' 23' |
| LB                    | 3  | Olivier Deschacht   |        |
| CM                    | 16 | Steven Defour       | 39'    |
| CM                    | 31 | Youri Tielemans     |        |
| RM                    | 20 | Ibrahima Conté      | 33'    |
| AM                    | 10 | Dennis Praet        | 78'    |
| LM                    | 18 | Frank Acheampong    | 64'    |
| CF                    | 45 | Aleksandar Mitrović | 66'    |
| Wisselspelers:        |    |                     |        |
|                       |    |                     |        |
| FW                    | 9  | Matías Suárez       | 23'    |
| MF                    | 19 | Sacha Kljestan      | 66'    |
| MF                    | 32 | Leander Dendoncker  | 78'    |
| Coach:                |    |                     |        |
| Besnik Hasi           |    |                     |        |

### Groepsfase UEFA Champions League speeldag 2
|                                                 |                |                |                            |                                                                                                 |
| 1 oktober 2014 Groepsfase UEFA Champions League | RSC Anderlecht | 0 – 3          | Borussia Dortmund          | Constant Vanden Stockstadion, Anderlecht Toeschouwers: 18.649 Scheidsrechter: Paolo Tagliavento |
| 1 oktober 2014 Groepsfase UEFA Champions League |                | Wedstrijdfiche | 4' Immobile 69', 79' Ramos | Constant Vanden Stockstadion, Anderlecht Toeschouwers: 18.649 Scheidsrechter: Paolo Tagliavento |

| Anderlecht | Dortmund |

| Anderlecht (4–2–3–1): |    |                     |         |
|                       |    |                     |         |
| GK                    | 1  | Silvio Proto        |         |
| RB                    | 7  | Andy Najar          |         |
| CB                    | 22 | Chancel Mbemba      |         |
| CB                    | 14 | Bram Nuytinck       |         |
| LB                    | 3  | Olivier Deschacht   |         |
| CM                    | 16 | Steven Defour       |         |
| CM                    | 31 | Youri Tielemans     |         |
| RM                    | 20 | Ibrahima Conté      | 73'     |
| AM                    | 10 | Dennis Praet        |         |
| LM                    | 9  | Matías Suárez       | 17' 83' |
| CF                    | 45 | Aleksandar Mitrović | 82'     |
| Wisselspelers:        |    |                     |         |
|                       |    |                     |         |
| FW                    | 18 | Frank Acheampong    | 73'     |
| FW                    | 42 | Nathan Kabasele     | 82'     |
| FW                    | 15 | Cyriac              | 83'     |
| Coach:                |    |                     |         |
| Besnik Hasi           |    |                     |         |

| Dortmund (4–3–3 punt naar voren): |    |                           |     |
|                                   |    |                           |     |
| GK                                | 1  | Roman Weidenfeller        |     |
| RB                                | 26 | Łukasz Piszczek           |     |
| CB                                | 4  | Neven Subotić             |     |
| CB                                | 25 | Sokratis Papastathopoulos |     |
| LB                                | 29 | Marcel Schmelzer          |     |
| CM                                | 5  | Sebastian Kehl            |     |
| CM                                | 6  | Sven Bender               | 82' |
| AM                                | 7  | Shinji Kagawa             |     |
| RW                                | 17 | Pierre-Emerick Aubameyang |     |
| CF                                | 9  | Ciro Immobile             | 72' |
| LW                                | 19 | Kevin Großkreutz          | 65' |
| Wisselspelers:                    |    |                           |     |
|                                   |    |                           |     |
| FW                                | 20 | Adrián Ramos              | 65' |
| DF                                | 37 | Erik Durm                 | 72' |
| DF                                | 15 | Mats Hummels              | 82' |
| Coach:                            |    |                           |     |
| Jürgen Klopp                      |    |                           |     |

### Groepsfase UEFA Champions League speeldag 3
|                                                  |                |                |                          | |
| 22 oktober 2014 Groepsfase UEFA Champions League | RSC Anderlecht | 1 – 2          | Arsenal                  | Constant Vanden Stockstadion, Anderlecht Toeschouwers: 19.881 Scheidsrechter: Carlos Velasco Carballo |
| 22 oktober 2014 Groepsfase UEFA Champions League | 71' Najar      | Wedstrijdfiche | 89' Gibbs 90+1' Podolski | Constant Vanden Stockstadion, Anderlecht Toeschouwers: 19.881 Scheidsrechter: Carlos Velasco Carballo |

| Anderlecht | Arsenal |

| Anderlecht (4–2–3–1): |    |                      |     |
|                       |    |                      |     |
| GK                    | 1  | Silvio Proto         |     |
| RB                    | 39 | Anthony Vanden Borre |     |
| CB                    | 22 | Chancel Mbemba       |     |
| CB                    | 3  | Olivier Deschacht    | 80' |
| LB                    | 18 | Frank Acheampong     |     |
| CM                    | 16 | Steven Defour        |     |
| CM                    | 31 | Youri Tielemans      |     |
| RM                    | 7  | Andy Najar           |     |
| AM                    | 10 | Dennis Praet         | 88' |
| LM                    | 20 | Ibrahima Conté       |     |
| CF                    | 15 | Cyriac               | 83' |
| Wisselspelers:        |    |                      |     |
|                       |    |                      |     |
| FW                    | 9  | Matías Suárez        | 83' |
| MF                    | 32 | Leander Dendoncker   | 88' |
| Coach:                |    |                      |     |
| Besnik Hasi           |    |                      |     |

| Arsenal (4–3–3 punt naar achteren): |    |                         |         |
|                                     |    |                         |         |
| GK                                  | 26 | Emiliano Martínez       |         |
| RB                                  | 21 | Calum Chambers          |         |
| CB                                  | 4  | Per Mertesacker         |         |
| CB                                  | 18 | Nacho Monreal           | 8'      |
| LB                                  | 3  | Kieran Gibbs            |         |
| DM                                  | 20 | Mathieu Flamini         | 75'     |
| CM                                  | 10 | Jack Wilshere           | 84'     |
| CM                                  | 16 | Aaron Ramsey            |         |
| RW                                  | 17 | Alexis Sánchez          |         |
| CF                                  | 23 | Danny Welbeck           | 66' 75' |
| LW                                  | 19 | Santi Cazorla           |         |
| Wisselspelers:                      |    |                         |         |
|                                     |    |                         |         |
| FW                                  | 28 | Joel Campbell           | 75'     |
| MF                                  | 15 | Alex Oxlade-Chamberlain | 75'     |
| FW                                  | 9  | Lukas Podolski          | 84'     |
| Coach:                              |    |                         |         |
| Arsène Wenger                       |    |                         |         |

### Groepsfase UEFA Champions League speeldag 4
|                                                  |                                                     |                |                                          |                                                                              |
| 4 november 2014 Groepsfase UEFA Champions League | Arsenal                                             | 3 – 3          | RSC Anderlecht                           | Emirates Stadium, Londen Toeschouwers: 59.872 Scheidsrechter: Clément Turpin |
| 4 november 2014 Groepsfase UEFA Champions League | 25' (pen) Arteta 29' Sánchez 58' Oxlade-Chamberlain | Wedstrijdfiche | 61', 73' (pen) Vanden Borre 90' Mitrović | Emirates Stadium, Londen Toeschouwers: 59.872 Scheidsrechter: Clément Turpin |

| Arsenal | Anderlecht |

| Arsenal (4–3–3 punt naar voren): |    |                         |     |
|                                  |    |                         |     |
| GK                               | 1  | Wojciech Szczęsny       |     |
| RB                               | 21 | Calum Chambers          |     |
| CB                               | 4  | Per Mertesacker         |     |
| CB                               | 18 | Nacho Monreal           | 72' |
| LB                               | 3  | Kieran Gibbs            |     |
| CM                               | 16 | Aaron Ramsey            |     |
| CM                               | 8  | Mikel Arteta            | 62' |
| AM                               | 19 | Santi Cazorla           |     |
| RW                               | 15 | Alex Oxlade-Chamberlain | 83' |
| CF                               | 23 | Danny Welbeck           | 83' |
| LW                               | 17 | Alexis Sánchez          |     |
| Wisselspelers:                   |    |                         |     |
|                                  |    |                         |     |
| MF                               | 20 | Mathieu Flamini         | 62' |
| MF                               | 10 | Tomáš Rosický           | 83' |
| FW                               | 9  | Lukas Podolski          | 83' |
| Coach:                           |    |                         |     |
| Arsène Wenger                    |    |                         |     |

| Anderlecht (4–2–3–1): |    |                      |         |
|                       |    |                      |         |
| GK                    | 1  | Silvio Proto         |         |
| RB                    | 39 | Anthony Vanden Borre | 90+3'   |
| CB                    | 22 | Chancel Mbemba       | 53'     |
| CB                    | 3  | Olivier Deschacht    |         |
| LB                    | 18 | Frank Acheampong     |         |
| CM                    | 19 | Sacha Kljestan       | 87'     |
| CM                    | 31 | Youri Tielemans      |         |
| RM                    | 7  | Andy Najar           |         |
| AM                    | 10 | Dennis Praet         |         |
| LM                    | 20 | Ibrahima Conté       | 46'     |
| CF                    | 15 | Cyriac               | 62'     |
| Wisselspelers:        |    |                      |         |
|                       |    |                      |         |
| MF                    | 32 | Leander Dendoncker   | 53'     |
| MF                    | 38 | Andy Kawaya          | 46'     |
| FW                    | 45 | Aleksandar Mitrović  | 62' 89' |
| Coach:                |    |                      |         |
| Besnik Hasi           |    |                      |         |

### Groepsfase UEFA Champions League speeldag 5
|                                                   |                 |                |             |                                                                                          |
| 26 november 2014 Groepsfase UEFA Champions League | RSC Anderlecht  | 2 – 0          | Galatasaray | Constant Vanden Stockstadion, Anderlecht Toeschouwers: 19.857 Scheidsrechter: Ivan Bebek |
| 26 november 2014 Groepsfase UEFA Champions League | 44', 86' Mbemba | Wedstrijdfiche |             | Constant Vanden Stockstadion, Anderlecht Toeschouwers: 19.857 Scheidsrechter: Ivan Bebek |

| Anderlecht | Galatasaray |

| Anderlecht (4–2–3–1): |    |                      |         |
|                       |    |                      |         |
| GK                    | 1  | Silvio Proto         |         |
| RB                    | 39 | Anthony Vanden Borre |         |
| CB                    | 22 | Chancel Mbemba       |         |
| CB                    | 3  | Olivier Deschacht    |         |
| LB                    | 18 | Frank Acheampong     |         |
| CM                    | 16 | Steven Defour        | 33' 46' |
| CM                    | 31 | Youri Tielemans      |         |
| RM                    | 7  | Andy Najar           |         |
| AM                    | 10 | Dennis Praet         | 83'     |
| LM                    | 20 | Ibrahima Conté       |         |
| CF                    | 45 | Aleksandar Mitrović  | 89'     |
| Wisselspelers:        |    |                      |         |
|                       |    |                      |         |
| FW                    | 38 | Andy Kawaya          | 46'     |
| MF                    | 19 | Sacha Kljestan       | 83'     |
| FW                    | 15 | Cyriac               | 89'     |
| Coach:                |    |                      |         |
| Besnik Hasi           |    |                      |         |

| Galatasaray (4–2–3–1): |    |                  |         |
|                        |    |                  |         |
| GK                     | 1  | Fernando Muslera |         |
| RB                     | 77 | Tarık Çamdal     | 29'     |
| CB                     | 26 | Semih Kaya       |         |
| CB                     | 21 | Aurélien Chedjou | 45'     |
| LB                     | 13 | Alex Telles      |         |
| CM                     | 8  | Selçuk İnan      | 83'     |
| CM                     | 3  | Felipe Melo      |         |
| RM                     | 4  | Hamit Altıntop   | 67' 90' |
| AM                     | 10 | Wesley Sneijder  |         |
| LM                     | 11 | Bruma            | 42' 74' |
| CF                     | 17 | Burak Yılmaz     |         |
| Wisselspelers:         |    |                  |         |
|                        |    |                  |         |
| FW                     | 9  | Umut Bulut       | 74'     |
| MF                     | 20 | Furkan Özçal     | 90'     |
| Coach:                 |    |                  |         |
| Cesare Prandelli       |    |                  |         |

### Groepsfase UEFA Champions League speeldag 6
|                                                  |                   |                |                |                                                                                   |
| 9 december 2014 Groepsfase UEFA Champions League | Borussia Dortmund | 1 – 1          | RSC Anderlecht | Signal Iduna Park, Dortmund Toeschouwers: 65.829 Scheidsrechter: Undiano Mallenco |
| 9 december 2014 Groepsfase UEFA Champions League | 58' Immobile      | Wedstrijdfiche | 84' Mitrović   | Signal Iduna Park, Dortmund Toeschouwers: 65.829 Scheidsrechter: Undiano Mallenco |

| Dortmund | Anderlecht |

| Dortmund (4–3–3 punt naar voren): |    |                           |     |
|                                   |    |                           |     |
| GK                                | 22 | Mitchell Langerak         |     |
| RB                                | 37 | Erik Durm                 |     |
| CB                                | 4  | Neven Subotić             |     |
| CB                                | 28 | Matthias Ginter           |     |
| LB                                | 29 | Marcel Schmelzer          | 75' |
| CM                                | 8  | İlkay Gündoğan            | 66' |
| CM                                | 18 | Nuri Şahin                |     |
| AM                                | 7  | Shinji Kagawa             | 84' |
| RW                                | 10 | Henrich Mchitarjan        |     |
| CF                                | 9  | Ciro Immobile             |     |
| LW                                | 19 | Kevin Großkreutz          |     |
| Wisselspelers:                    |    |                           |     |
|                                   |    |                           |     |
| MF                                | 21 | Oliver Kirch              | 66' |
| FW                                | 17 | Pierre-Emerick Aubameyang | 75' |
| MF                                | 16 | Jakub Błaszczykowski      | 84' |
| Coach:                            |    |                           |     |
| Jürgen Klopp                      |    |                           |     |

| Anderlecht (4–2–3–1): |    |                      |     |
|                       |    |                      |     |
| GK                    | 1  | Silvio Proto         |     |
| RB                    | 39 | Anthony Vanden Borre |     |
| CB                    | 22 | Chancel Mbemba       |     |
| CB                    | 3  | Olivier Deschacht    |     |
| LB                    | 2  | Fabrice N'Sakala     |     |
| CM                    | 19 | Sacha Kljestan       | 69' |
| CM                    | 32 | Leander Dendoncker   |     |
| RM                    | 20 | Ibrahima Conté       | 79' |
| AM                    | 10 | Dennis Praet         |     |
| LM                    | 18 | Frank Acheampong     |     |
| CF                    | 45 | Aleksandar Mitrović  | 89' |
| Wisselspelers:        |    |                      |     |
|                       |    |                      |     |
| MF                    | 31 | Youri Tielemans      | 69' |
| FW                    | 15 | Cyriac               | 79' |
| DF                    | 24 | Michaël Heylen       | 89' |
| Coach:                |    |                      |     |
| Besnik Hasi           |    |                      |     |

### Eindstand groepsfase Champions League
| Groep D | Groep D           | Groep D | Groep D | Groep D | Groep D | Groep D | Groep D | Groep D | Groep D |
|         |                   | P       | W       | G       | V       | +       | -       | DS      | Ptn     |
| ------- | ----------------- | ------- | ------- | ------- | ------- | ------- | ------- | ------- | ------- |
| 1.      | Borussia Dortmund | 6       | 4       | 1       | 1       | 14      | 4       | +10     | 13      |
| 2.      | Arsenal FC        | 6       | 4       | 1       | 1       | 15      | 8       | +7      | 13      |
| 3.      | RSC Anderlecht    | 6       | 1       | 3       | 2       | 8       | 10      | −2      | 6       |
| 4.      | Galatasaray       | 6       | 0       | 1       | 5       | 4       | 19      | −15     | 1       |

### 1/16e finale UEFA Europa League (heen)
|                                                   |                |       |               |                                                                                            |
| 19 februari 2015 Knock-outfase UEFA Europa League | RSC Anderlecht | 0 – 0 | Dinamo Moskou | Constant Vanden Stockstadion, Anderlecht Toeschouwers: 17.000 Scheidsrechter: Felix Zwayer |
| 19 februari 2015 Knock-outfase UEFA Europa League | Wedstrijdfiche |       |               | Constant Vanden Stockstadion, Anderlecht Toeschouwers: 17.000 Scheidsrechter: Felix Zwayer |

| Anderlecht | Dinamo |

| Anderlecht (4–3–3 punt naar achteren): |    |                      |         |
|                                        |    |                      |         |
| GK                                     | 1  | Silvio Proto         |         |
| RB                                     | 39 | Anthony Vanden Borre | 73' 83' |
| CB                                     | 13 | Rolando              |         |
| CB                                     | 3  | Olivier Deschacht    |         |
| LB                                     | 2  | Fabrice N'Sakala     |         |
| DM                                     | 32 | Leander Dendoncker   |         |
| CM                                     | 16 | Steven Defour        | 67'     |
| CM                                     | 31 | Youri Tielemans      |         |
| RW                                     | 7  | Andy Najar           |         |
| CF                                     | 45 | Aleksandar Mitrović  |         |
| LW                                     | 18 | Frank Acheampong     | 86'     |
| Wisselspelers:                         |    |                      |         |
|                                        |    |                      |         |
| DF                                     | 12 | Maxime Colin         | 67'     |
| FW                                     | 35 | Aaron Leya Iseka     | 83'     |
| FW                                     | 42 | Nathan Kabasele      | 86'     |
| Coach:                                 |    |                      |         |
| Besnik Hasi                            |    |                      |         |

| Dinamo (4–3–3 punt naar voren): |    |                   |         |
|                                 |    |                   |         |
| GK                              | 30 | Vladimir Gaboelov |         |
| RB                              | 25 | Aleksej Kozlov    | 69'     |
| CB                              | 4  | Christopher Samba |         |
| CB                              | 15 | Tomáš Hubočan     |         |
| LB                              | 3  | Alexander Büttner | 75'     |
| CM                              | 6  | William Vainqueur |         |
| CM                              | 8  | Artoer Joesoepov  | 56'     |
| AM                              | 14 | Mathieu Valbuena  | 80'     |
| RW                              | 9  | Aleksandr Kokorin |         |
| CF                              | 22 | Kevin Kurányi     | 51'     |
| LW                              | 7  | Balázs Dzsudzsák  | 69'     |
| Wisselspelers:                  |    |                   |         |
|                                 |    |                   |         |
| MF                              | 27 | Igor Denisov      | 51' 54' |
| MF                              | 18 | Joeri Zjirkov     | 69'     |
| FW                              | 11 | Aleksej Ionov     | 80'     |
| Coach:                          |    |                   |         |
| Stanislav Tsjertsjesov          |    |                   |         |

### 1/16e finale UEFA Europa League (terug)
|                                                   |                                                    |                |                |                                                                             |
| 26 februari 2015 Knock-outfase UEFA Europa League | Dinamo Moskou                                      | 3 – 1          | RSC Anderlecht | Arena Chimki, Moskou Toeschouwers: 12.316 Scheidsrechter: Svein Oddvar Moen |
| 26 februari 2015 Knock-outfase UEFA Europa League | 47' Kozlov 64' Kokorin 64' Joesoepov 90+5' Kurányi | Wedstrijdfiche | 29' Mitrović   | Arena Chimki, Moskou Toeschouwers: 12.316 Scheidsrechter: Svein Oddvar Moen |

| Dinamo | Anderlecht |

| Dinamo (4–3–3 punt naar voren): |    |                   |         |
|                                 |    |                   |         |
| GK                              | 30 | Vladimir Gaboelov |         |
| RB                              | 25 | Aleksej Kozlov    | 53'     |
| CB                              | 4  | Christopher Samba |         |
| CB                              | 15 | Tomáš Hubočan     | 77'     |
| LB                              | 18 | Joeri Zjirkov     |         |
| CM                              | 6  | William Vainqueur |         |
| CM                              | 27 | Igor Denisov      |         |
| AM                              | 14 | Mathieu Valbuena  | 75' 84' |
| RW                              | 8  | Artoer Joesoepov  | 81'     |
| CF                              | 9  | Aleksandr Kokorin |         |
| LW                              | 7  | Balázs Dzsudzsák  | 68'     |
| Wisselspelers:                  |    |                   |         |
|                                 |    |                   |         |
| DF                              | 5  | Douglas           | 53'     |
| FW                              | 11 | Aleksej Ionov     | 68'     |
| FW                              | 22 | Kevin Kurányi     | 84'     |
| Coach:                          |    |                   |         |
| Stanislav Tsjertsjesov          |    |                   |         |

| Anderlecht (4–3–3 punt naar achteren): |    |                      |     |
|                                        |    |                      |     |
| GK                                     | 1  | Silvio Proto         |     |
| RB                                     | 39 | Anthony Vanden Borre |     |
| CB                                     | 13 | Rolando              |     |
| CB                                     | 3  | Olivier Deschacht    | 5'  |
| LB                                     | 2  | Fabrice N'Sakala     |     |
| DM                                     | 32 | Leander Dendoncker   | 81' |
| CM                                     | 16 | Steven Defour        |     |
| CM                                     | 31 | Youri Tielemans      | 71' |
| RW                                     | 20 | Ibrahima Conté       | 81' |
| CF                                     | 45 | Aleksandar Mitrović  |     |
| LW                                     | 18 | Frank Acheampong     |     |
| Wisselspelers:                         |    |                      |     |
|                                        |    |                      |     |
| MF                                     | 7  | Andy Najar           | 71' |
| FW                                     | 35 | Aaron Leya Iseka     | 81' |
| FW                                     | 15 | Cyriac               | 81' |
| Coach:                                 |    |                      |     |
| Besnik Hasi                            |    |                      |     |

## Beker van België

### Wedstrijden
| Beker van België                                               |                                                    |                                 |                                                                  | |                                                       |
| Wedstrijddetails                                               | Thuisploeg                                         | Uitslag                         | Uitploeg                                                         | Opstelling | Kaarten                                               |
| 1/16 finale                                                    |                                                    |                                 |                                                                  | |                                                       |
| 24 september 2014 20:00 Patrostadion Maasmechelen              | Patro Eisden Maasmechelen (II)                     | 3-5                             | RSC Anderlecht                                                   | Roef Colin (62' Najar), Mbemba, Heylen, Deschacht Kabasele (63' Conté), Dendoncker, Kljestan, Acheampong Mitrović, Cyriac (91' Suárez)      | 26' Heylen 28' Colin                                  |
| 24 september 2014 20:00 Patrostadion Maasmechelen              | 10' Sroka 52' Battista 58' Battista                | 0-1 1-1 1-2 1-3 2-3 3-3 3-4 3-5 | 5' Kabasele 20' Kabasele 39' Mitrović 109' Mitrović 120+1' Conté | Roef Colin (62' Najar), Mbemba, Heylen, Deschacht Kabasele (63' Conté), Dendoncker, Kljestan, Acheampong Mitrović, Cyriac (91' Suárez)      | 26' Heylen 28' Colin                                  |
| 1/8 finale                                                     |                                                    |                                 |                                                                  | |                                                       |
| 3 december 2014 20:45 Constant Vanden Stockstadion Anderlecht  | RSC Anderlecht                                     | 4-1                             | Racing Mechelen (II)                                             | Roef Colin, Dendoncker, Deschacht, Acheampong (46' Matthys) Kawaya, Kljestan, Tielemans (79' Bastien), Kabasele Cyriac (75' Leya), Mitrović |                                                       |
| 3 december 2014 20:45 Constant Vanden Stockstadion Anderlecht  | 15' Cyriac 25' Kabasele 34' Tielemans 82' Kabasele | 1-0 2-0 3-0 4-0 4-1             | 86' Brulmans                                                     | Roef Colin, Dendoncker, Deschacht, Acheampong (46' Matthys) Kawaya, Kljestan, Tielemans (79' Bastien), Kabasele Cyriac (75' Leya), Mitrović |                                                       |
| Kwartfinale                                                    |                                                    |                                 |                                                                  | |                                                       |
| 17 december 2014 20:30 Regenboogstadion Waregem                | Zulte Waregem                                      | 0-3                             | RSC Anderlecht                                                   | Roef Colin, Mbemba, Deschacht, N'Sakala Dendoncker, Tielemans, Praet (84' Kljestan) Najar (62' Conté), Mitrović (78' Cyriac), Acheampong    | 32' Acheampong 48' Colin                              |
| 17 december 2014 20:30 Regenboogstadion Waregem                |                                                    | 0-1 0-2 0-3                     | 72' Acheampong 74' Praet 86' Kljestan                            | Roef Colin, Mbemba, Deschacht, N'Sakala Dendoncker, Tielemans, Praet (84' Kljestan) Najar (62' Conté), Mitrović (78' Cyriac), Acheampong    | 32' Acheampong 48' Colin                              |
| 21 januari 2015 20:00 Constant Vanden Stockstadion Anderlecht  | RSC Anderlecht                                     | 4-2                             | Zulte Waregem                                                    | Proto Vanden Borre, Heylen, Deschacht, N'Sakala Dendoncker, Defour (46' Álvarez), Kljestan Najar (67' Leya), Cyriac, Kawaya (15' Kabasele)  | 73' Leya                                              |
| 21 januari 2015 20:00 Constant Vanden Stockstadion Anderlecht  | 25' Kljestan 40' Cyriac 44' Kljestan 68' Leya      | 1-0 2-0 3-0 3-1 4-1 4-2         | 76' Trajkovski 85' Benteke                                       | Proto Vanden Borre, Heylen, Deschacht, N'Sakala Dendoncker, Defour (46' Álvarez), Kljestan Najar (67' Leya), Cyriac, Kawaya (15' Kabasele)  | 73' Leya                                              |
| Halve finale                                                   |                                                    |                                 |                                                                  | |                                                       |
| 4 februari 2015 20:45 Ghelamco Arena Gent                      | AA Gent                                            | 0-2                             | RSC Anderlecht                                                   | Proto Colin, Heylen, Deschacht, N'Sakala Dendoncker, Conté, Defour (77' Tielemans) Vanden Borre (88' Cyriac), Mitrović, Najar (74' Leya)    | 40' N'Sakala 53' Vanden Borre 66' Mitrović 90+1' Leya |
| 4 februari 2015 20:45 Ghelamco Arena Gent                      |                                                    | 0-1 0-2                         | 33' Najar 56' Vanden Borre                                       | Proto Colin, Heylen, Deschacht, N'Sakala Dendoncker, Conté, Defour (77' Tielemans) Vanden Borre (88' Cyriac), Mitrović, Najar (74' Leya)    | 40' N'Sakala 53' Vanden Borre 66' Mitrović 90+1' Leya |
| 12 februari 2015 20:45 Constant Vanden Stockstadion Anderlecht | RSC Anderlecht                                     | 3-0                             | AA Gent                                                          | Proto Colin, Heylen, Deschacht, N'Sakala (68' Nuytinck) Defour (57' Rolando), Tielemans, Conté Vanden Borre, Mitrović (46' Cyriac), Marin   |                                                       |
| 12 februari 2015 20:45 Constant Vanden Stockstadion Anderlecht | 11' Defour 14' Mitrović 57' Tielemans              | 1-0 2-0 3-0                     |                                                                  | Proto Colin, Heylen, Deschacht, N'Sakala (68' Nuytinck) Defour (57' Rolando), Tielemans, Conté Vanden Borre, Mitrović (46' Cyriac), Marin   |                                                       |
| Finale                                                         |                                                    |                                 |                                                                  | |                                                       |
| 22 maart 2015 18:00 Koning Boudewijnstadion Brussel            | Club Brugge                                        | 2-1                             | RSC Anderlecht                                                   | Proto Colin (85' Conté), Rolando, Deschacht, N'Sakala (76' Leya) Dendoncker, Defour, Praet Najar, Mitrović, Marin (58' Acheampong)          | 11' Colin 60' Najar                                   |
| 22 maart 2015 18:00 Koning Boudewijnstadion Brussel            | 12' De Sutter 90+2' Refaelov                       | 1-0 1-1 2-1                     | 89' Mitrović                                                     | Proto Colin (85' Conté), Rolando, Deschacht, N'Sakala (76' Leya) Dendoncker, Defour, Praet Najar, Mitrović, Marin (58' Acheampong)          | 11' Colin 60' Najar                                   |

### Statistieken
| Nr. | Naam                 | Wed. |   |   |   |   |   |   |
| --- | -------------------- | ---- | - | - | - | - | - | - |
| 1   | Silvio Proto         | 4    | 0 | 0 | 0 | 0 | 0 | 0 |
| 2   | Fabrice N'Sakala     | 5    | 0 | 1 | 0 | 0 | 0 | 2 |
| 3   | Olivier Deschacht    | 7    | 0 | 0 | 0 | 0 | 0 | 0 |
| 7   | Andy Najar           | 5    | 1 | 1 | 0 | 0 | 1 | 3 |
| 8   | Idrissa Sylla        | 0    | 0 | 0 | 0 | 0 | 0 | 0 |
| 9   | Matías Suárez        | 1    | 0 | 0 | 0 | 0 | 1 | 0 |
| 10  | Dennis Praet         | 2    | 1 | 0 | 0 | 0 | 0 | 1 |
| 11  | Marko Marin          | 1    | 0 | 0 | 0 | 0 | 0 | 1 |
| 12  | Maxime Colin         | 6    | 0 | 3 | 0 | 0 | 0 | 2 |
| 13  | Rolando              | 2    | 0 | 0 | 0 | 0 | 1 | 0 |
| 14  | Bram Nuytinck        | 1    | 0 | 0 | 0 | 0 | 1 | 0 |
| 15  | Gohi Bi Cyriac       | 6    | 2 | 0 | 0 | 0 | 3 | 2 |
| 16  | Steven Defour        | 4    | 1 | 0 | 0 | 0 | 0 | 3 |
| 17  | Oswal Álvarez        | 1    | 0 | 0 | 0 | 0 | 1 | 0 |
| 18  | Frank Acheampong     | 4    | 1 | 1 | 0 | 0 | 1 | 1 |
| 19  | Sacha Kljestan       | 4    | 3 | 0 | 0 | 0 | 1 | 0 |
| 20  | Ibrahima Conté       | 5    | 1 | 0 | 0 | 0 | 3 | 0 |
| 22  | Chancel Mbemba       | 2    | 0 | 0 | 0 | 0 | 0 | 0 |
| 24  | Michaël Heylen       | 4    | 0 | 1 | 0 | 0 | 0 | 0 |
| 26  | Mulopo Kudimbana     | 0    | 0 | 0 | 0 | 0 | 0 | 0 |
| 31  | Youri Tielemans      | 4    | 2 | 0 | 0 | 0 | 1 | 1 |
| 32  | Leander Dendoncker   | 6    | 0 | 0 | 0 | 0 | 0 | 0 |
| 33  | Davy Roef            | 3    | 0 | 0 | 0 | 0 | 0 | 0 |
| 34  | Samuel Bastien       | 1    | 0 | 0 | 0 | 0 | 1 | 0 |
| 35  | Aaron Leya Iseka     | 4    | 1 | 2 | 0 | 0 | 4 | 0 |
| 37  | Hervé Matthys        | 1    | 0 | 0 | 0 | 0 | 1 | 0 |
| 38  | Andy Kawaya          | 2    | 0 | 0 | 0 | 0 | 0 | 1 |
| 39  | Anthony Vanden Borre | 3    | 1 | 1 | 0 | 0 | 0 | 1 |
| 42  | Nathan Kabasele      | 3    | 4 | 0 | 0 | 0 | 1 | 1 |
| 45  | Aleksandar Mitrović  | 6    | 4 | 1 | 0 | 0 | 0 | 2 |

### Finale
|                                             |                              |       |                |                                                                                      |
| 22 maart 2015 18:30 Finale Beker van België | Club Brugge                  | 2 – 1 | RSC Anderlecht | Koning Boudewijnstadion, Brussel Toeschouwers: 45.000 Scheidsrechter: Serge Gumienny |
| 22 maart 2015 18:30 Finale Beker van België | De Sutter 12' Refaelov 90+2' |       | 89' Mitrović   | Koning Boudewijnstadion, Brussel Toeschouwers: 45.000 Scheidsrechter: Serge Gumienny |

| Club Brugge | Anderlecht |

| Club Brugge:       |    |                 |         |
|                    |    |                 |         |
| GK                 | 1  | Mathew Ryan     |         |
| RB                 | 19 | Thomas Meunier  |         |
| CB                 | 4  | Óscar Duarte    |         |
| CB                 | 44 | Brandon Mechele |         |
| LB                 | 28 | Laurens De Bock |         |
| CM                 | 3  | Timmy Simons    |         |
| CM                 | 25 | Ruud Vormer     |         |
| AM                 | 8  | Lior Refaelov   |         |
| RW                 | 22 | José Izquierdo  | 81'     |
| CF                 | 9  | Tom De Sutter   | 72'     |
| LW                 | 63 | Boli Bolingoli  | 60'     |
| Wisselspelers:     |    |                 |         |
| DF                 | 2  | Davy De fauw    |         |
| MF                 | 5  | Francisco Silva |         |
| MF                 | 6  | Claudemir       | 81'     |
| FW                 | 18 | Felipe Gedoz    | 60' 69' |
| GK                 | 33 | Vladan Kujović  |         |
| MF                 | 55 | Tuur Dierckx    |         |
| FW                 | 58 | Obbi Oulare     | 72'     |
| Coach:             |    |                 |         |
| Michel Preud'homme |    |                 |         |

| RSC Anderlecht: |    |                      |         |
|                 |    |                      |         |
| GK              | 1  | Silvio Proto         |         |
| RB              | 12 | Maxime Colin         | 11' 85' |
| CB              | 13 | Rolando              |         |
| CB              | 3  | Olivier Deschacht    |         |
| LB              | 2  | Fabrice N'Sakala     | 76'     |
| CM              | 32 | Leander Dendoncker   |         |
| CM              | 16 | Steven Defour        |         |
| AM              | 10 | Dennis Praet         |         |
| RW              | 7  | Andy Najar           | 60'     |
| CF              | 45 | Aleksandar Mitrović  |         |
| LW              | 11 | Marko Marin          | 58'     |
| Wisselspelers:  |    |                      |         |
| DF              | 14 | Bram Nuytinck        |         |
| FW              | 18 | Frank Acheampong     | 58'     |
| MF              | 20 | Ibrahima Conté       | 85'     |
| MF              | 31 | Youri Tielemans      |         |
| GK              | 33 | Davy Roef            |         |
| FW              | 35 | Aaron Leya Iseka     | 76'     |
| DF              | 39 | Anthony Vanden Borre |         |
| Coach:          |    |                      |         |
| Besnik Hasi     |    |                      |         |

## Individuele prijzen
- Gouden Schoen: Dennis Praet
- Topscorer: Aleksandar Mitrović
- Jonge Profvoetballer van het Jaar: Youri Tielemans
- Belofte van het Jaar (Gouden Schoen): Youri Tielemans
- Trainer van het Jaar (Gouden Schoen): Besnik Hasi

## Afbeeldingen

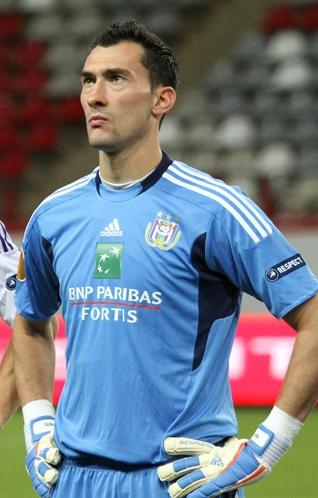
Silvio Proto (doelman)
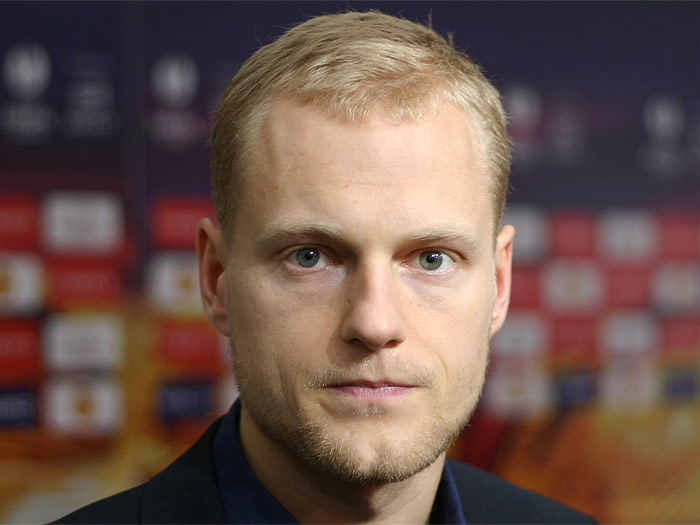
Olivier Deschacht (verdediger)
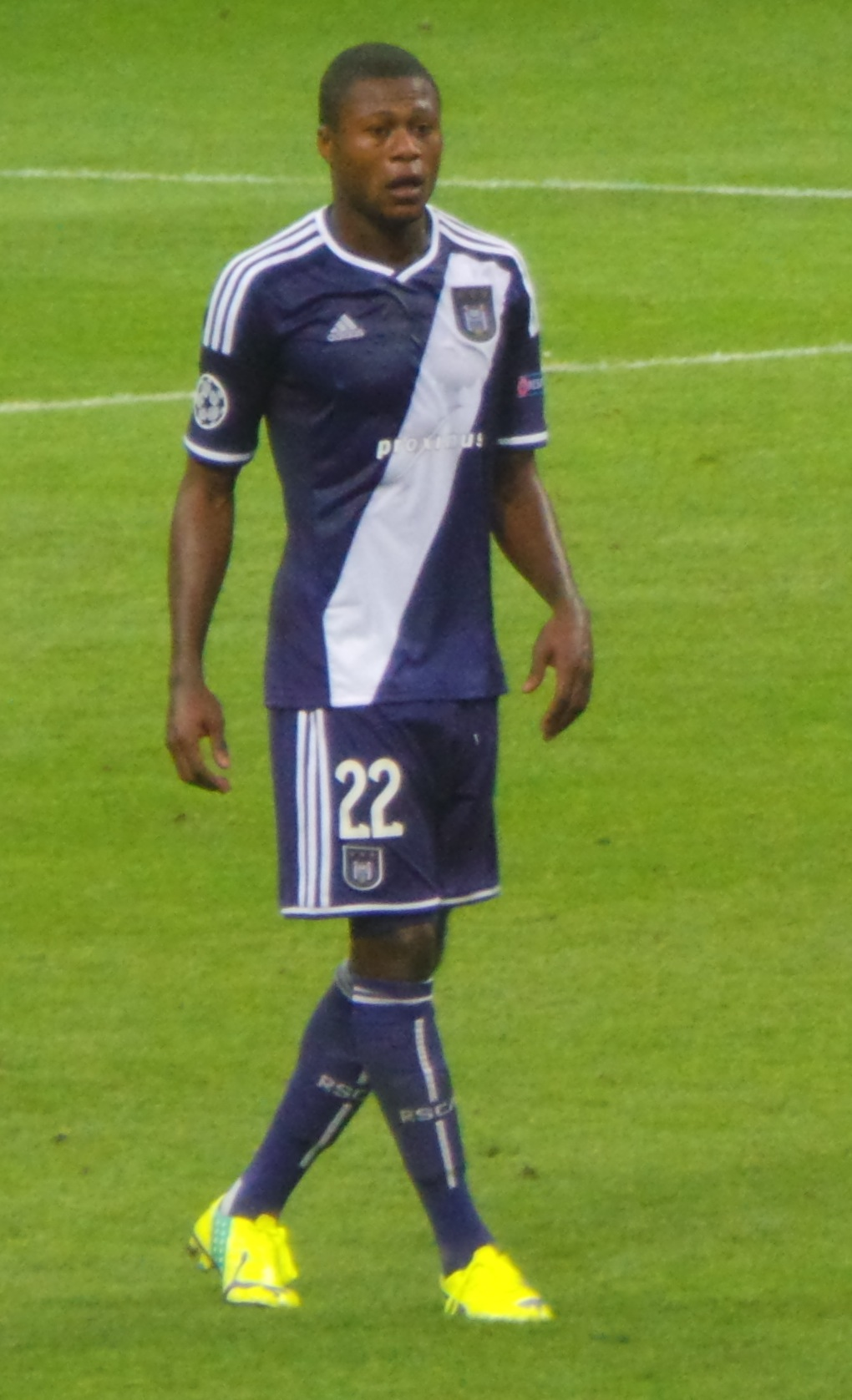
Chancel Mbemba (verdediger)
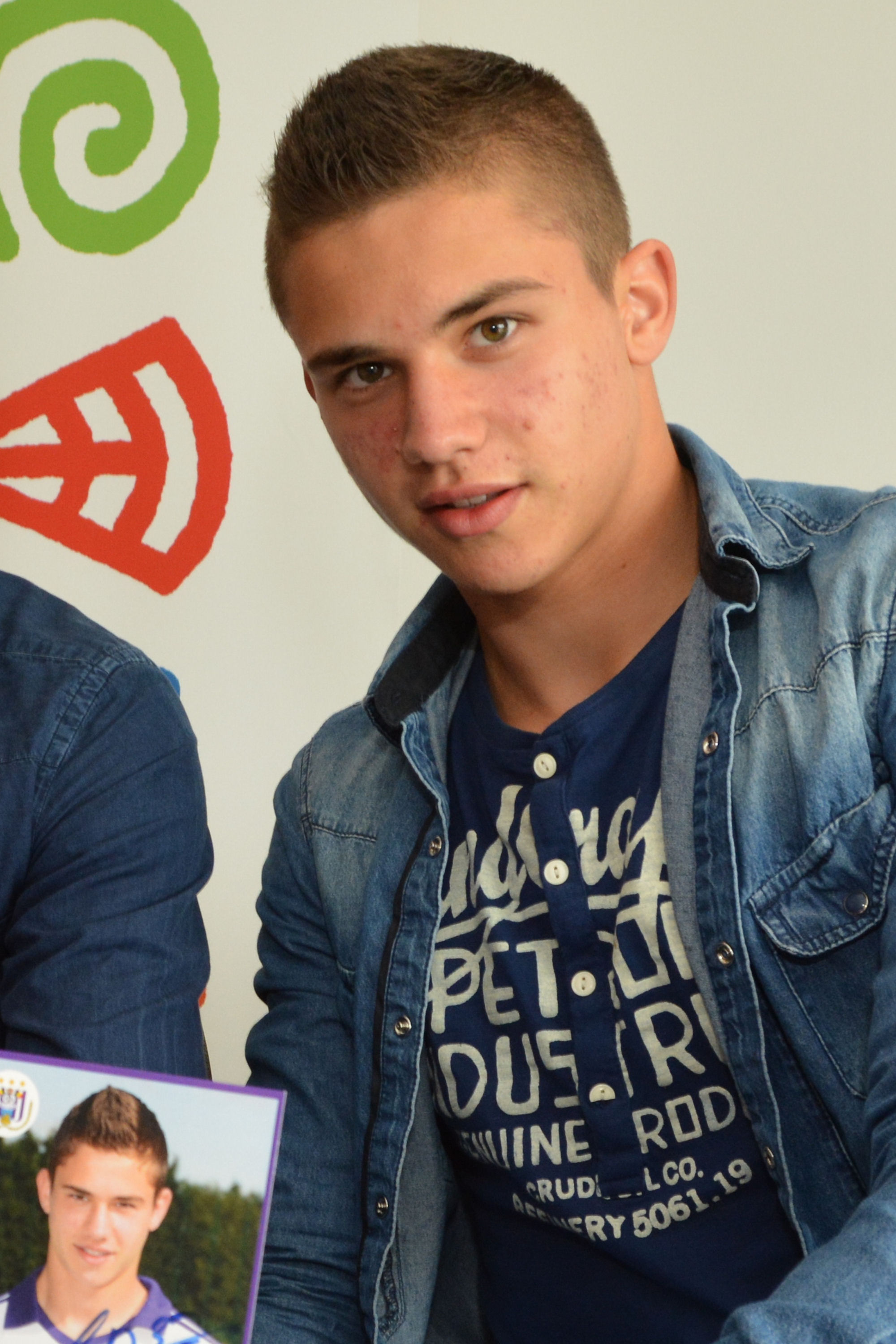
Leander Dendoncker (middenvelder)
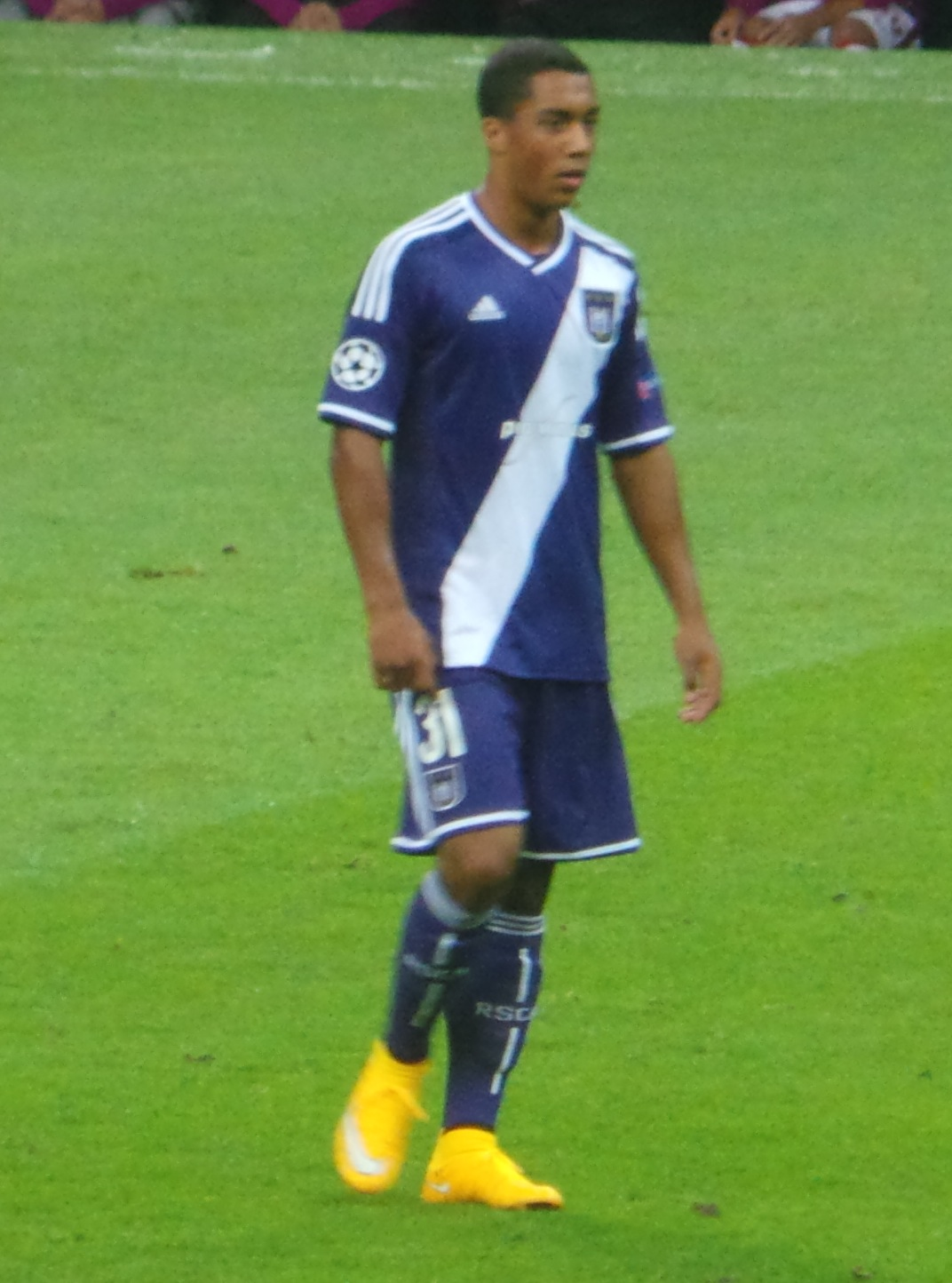
Youri Tielemans (middenvelder)
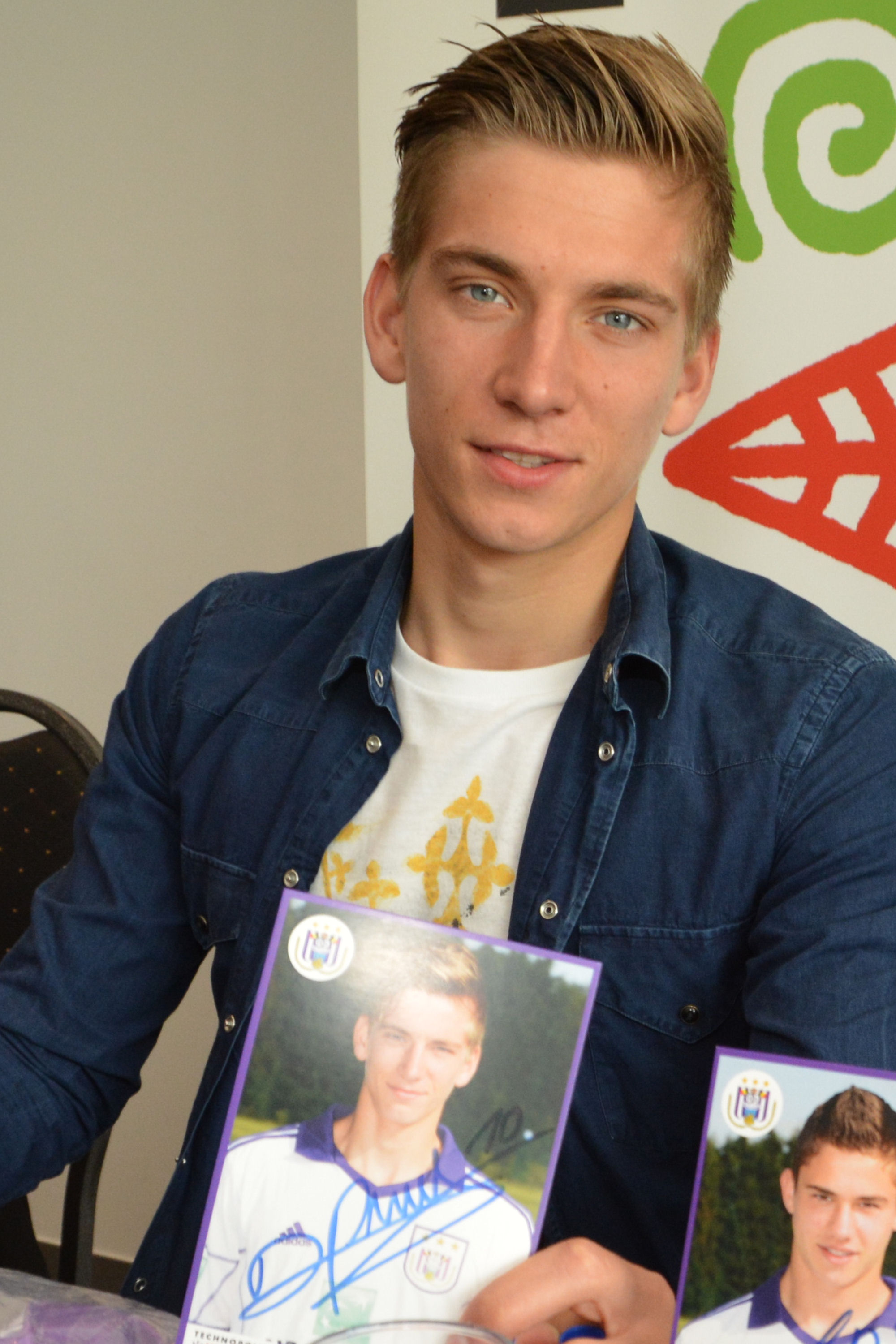
Dennis Praet (middenvelder)
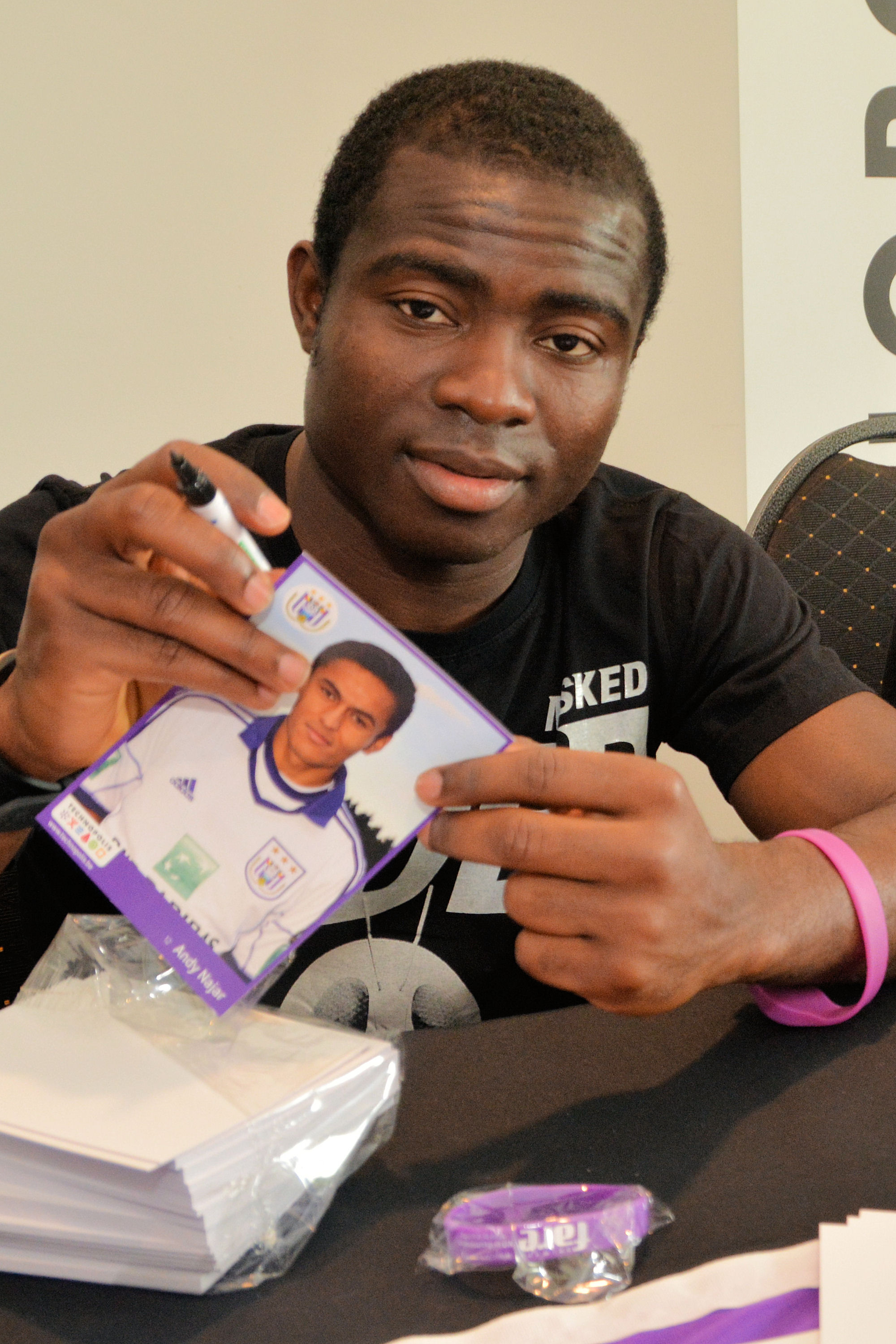
Frank Acheampong (aanvaller)
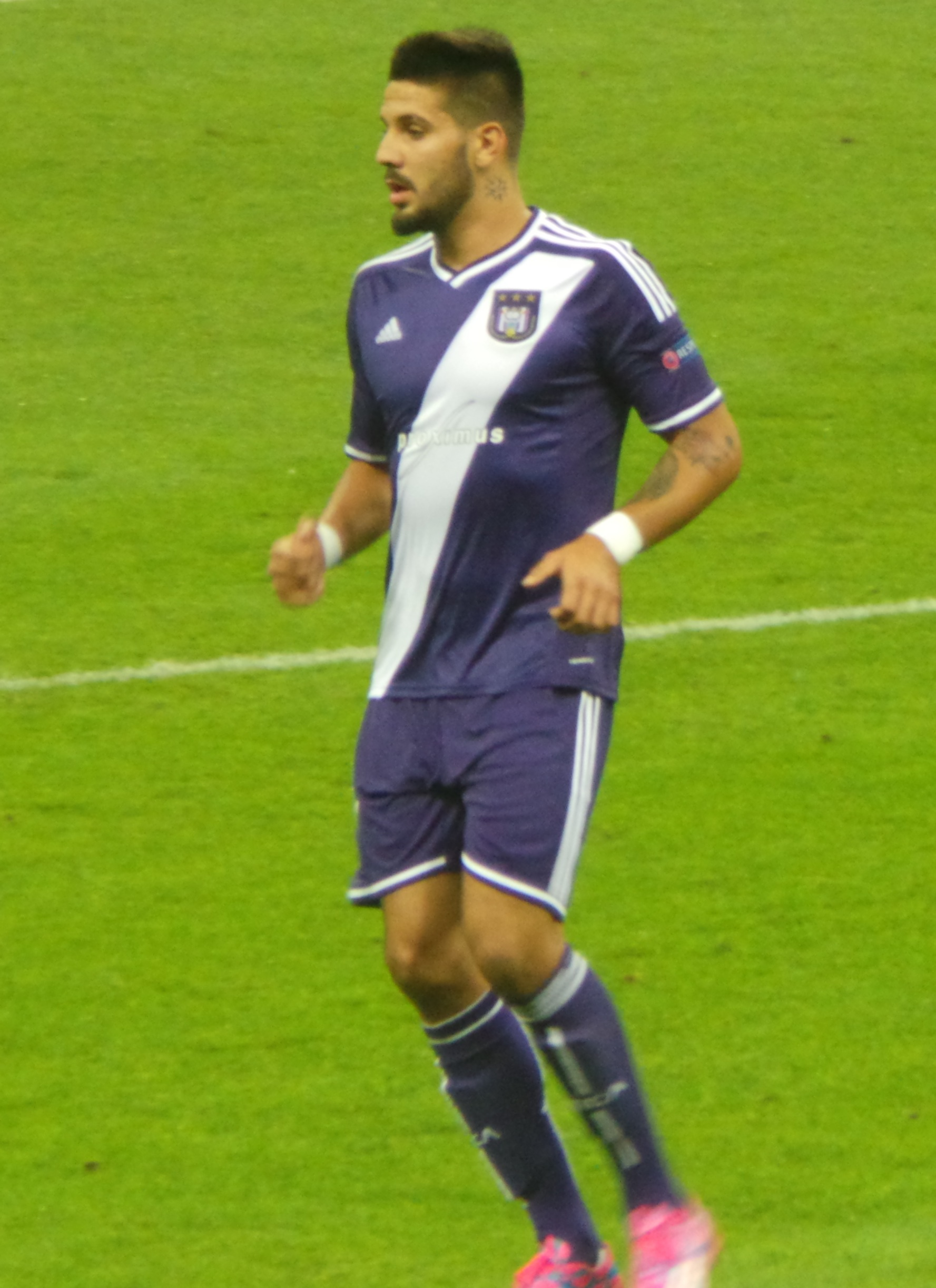
Aleksandar Mitrović (aanvaller)